# Список награждённых орденом Ленина в 1936 году
Список из 1024 награждённых орденом Ленина в 1936 году.
В их числе 20 человек, одновременно получивших звание Героя Советского Союза (в списке отмечены знаком ), введённого в 1934 году (в 1935 году не присваивалось).  Начиная с Положения от 29 июля 1936 года, такая практика была утверждена в официальном порядке.
Постановлениями Центрального Исполнительного комитета СССР от:

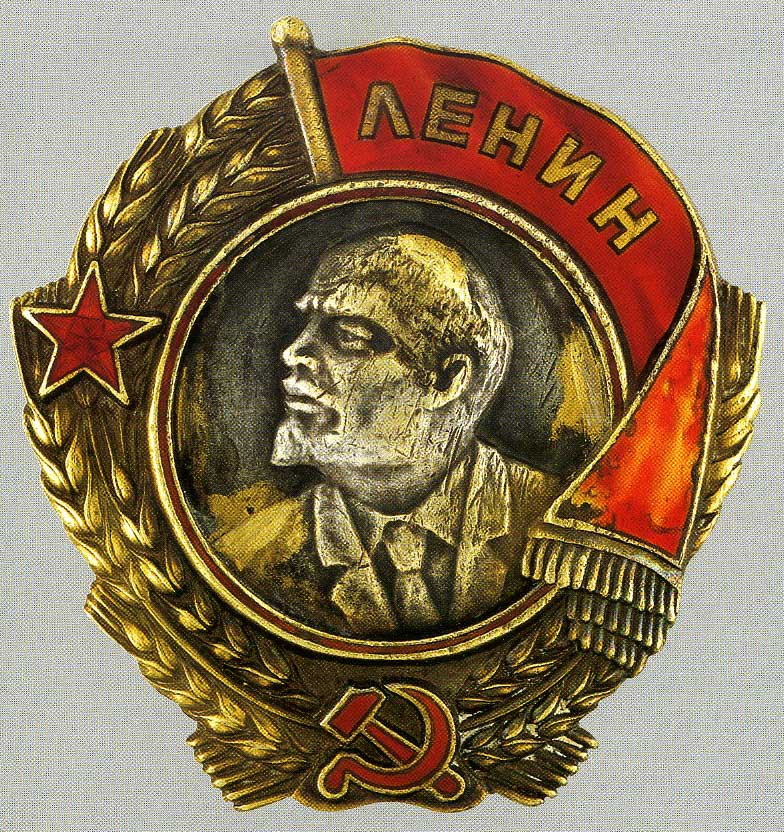
Орден Ленина второго типа (1934—1936)

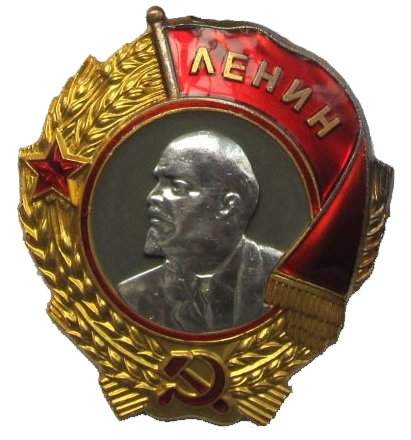
Орден Ленина третьего типа (1936—1943)

## Январь

### 8 января
- О награждении передовых рабочих, колхозников и представителей трудовой интеллигенции ССР Армении[1]

- «В связи с пятнадцатилетней годовщиной Социалистической Советской Республики Армении» награждены

1. Папян М. П. — председатель колхоза им Сталина Степанованского района
2. Мовсесян Т. Е. — звеньевая колхоза «Аршалуйс» Вагаршапатского района
3. Бунятян А. Л. — парторг Эриванского консервного завода
4. Папян М. С. — рабочий Кафанского медкомбината
5. Агабабян Г. А. — инженер, начальник 4-го строительного участка Канакир ГЭС’а
6. Енгибарян М. А. — заведующий сельскохозяйственным отделом ЦК КП(б) Армении.

### 10 января
- О награждении 15-й Сивашской Краснознамённой дивизии[3]

- «В ознаменование пятнадцатилетия сивашских боёв и за успехи в боевой и политической подготовке» награждена

- 15-й Сивашская Краснознамённая дивизия.

### 14 января
- О награждении работников мукомольной промышленности[5]

- За «перевыполнение планов переработки зерна и полное обеспечение страны необходимым количеством муки» награждены

- О награждении профессора Лурье А. Ю.[3]

- За «выдающуюся работу в области обезболивания родов » награждён

- Лурье А. Ю.

### 17 января
| - О награждении Народного комиссара лёгкой промышленности Союза ССР т. Любимова И. Е. |                                                                                     |
| - За «перевыполнение производственного плана 1935 года по Народному комиссариату лёгкой промышленности Союза ССР и достигнутые успехи в деле организации производства и овладения техникой» награждён:  | Любимов, Исидор Евстигнеевич — народный комиссар лёгкой промышленности              |
| - О награждении Народного комиссара пищевой промышленности Союза ССР т. Микояна А. И. |                                                                                     |
| - За «перевыполнение производственного плана 1935 года по Народному комиссариату пищевой промышленности Союза ССР и достигнутые успехи в деле организации производства и овладения техникой» награждён: | Микоян, Анастас Иванович — народный комиссар пищевой промышленности                 |
| - О награждении председателя Комитета заготовок при СНК Союза ССР т. Клейнера И. М. |                                                                                     |
| - За «перевыполнение производственного плана 1935 года по заготовкам основных сельскохозяйственных продуктов и за успехи в деле организации хранения и переработки зерна» награждён:                    | Клейнер, Израиль Михайлович — председатель комитета заготовок при СНК Союза ССР.    |
| - О награждении Народного комиссара лесной промышленности Союза ССР т. Лобова С. С. |                                                                                     |
| - За «перевыполнение производственного плана 1935 года по Народному комиссариату пищевой промышленности Союза ССР и достигнутые успехи в деле организации производства и овладения техникой» награждён: | Лобов, Семён Семёнович — народный комиссар лесной промышленности                    |
| - О награждении Народного комиссара местной промышленности Союза ССР т. Уханова К. В. |                                                                                     |
| - За «перевыполнение производственного плана 1935 года по Народному комиссариату местной промышленности Союза ССР и достигнутые успехи в деле организации производства и овладения техникой» награждён: | Уханов, Константин Васильевич — народный комиссар местной промышленности            |
| - О награждении бывшего Народного комиссара местной промышленности УССР т. Сухомлина К. В. |                                                                                     |
| - За «перевыполнение производственного плана 1935 года по Народному комиссариату местной промышленности УССР и достигнутые успехи в деле организации производства и овладения техникой» награждён:      | Сухомлин, Кирилл Васильевич — бывший народный комиссар местной промышленности УССР. |
| - О награждении бывшего Народного комиссара местной промышленности БССР т. Балтина А. Я. |                                                                                     |
| - За «перевыполнение производственного плана 1935 года по Народному комиссариату местной промышленности БССР и достигнутые успехи в деле организации производства и овладения техникой» награждён:      | Балтин, Август Янович — бывший народный комиссар местной промышленности БССР        |

### 27 января
| - О награждении поэта Таджикистана т. Лахути Абуль          | Награждены: | Лахути, Абуль             |
| - О награждении поэта Азербайджана т. Самед Вургун Векилова | Награждены: | Векилов, Самед Вургун     |
| - О награждении поэта Армении т. Зарьян Наири Егиазаровича  | Награждены: | Зарьян, Наири Егиазарович |

- О награждении передовых рабочих и работниц, колхозников и колхозниц, инженеров и агрономов, представителей трудовой интеллигенции, партийно-советских работников Азербайджанской ССР[16]

- «В связи с 15-летней годовщиной Азербейджанской Социалистической Советской Республики» награждены

1. Исмаил Микаил-Заде — буровой мастер промысла имени Ленина
2. Парфёнов, Захар Васильевич — буровой мастер промысла имени Ленина
3. Алиева, Алмаз Джалал кызы — звеньевая колхоза имени Сталина Кировабадского района
4. Алиев, Мамед Рза — бригадир колхоза «Юлдуз» Шамхорского района
5. Нуриева, Сона Пири кызы — лётчица
6. Таирова, Таира Акпер кызы — инженер-нефтяник
7. Кремлева, Евгения Алексеевна — агроном-семеновод
8. Гусейнов, Фарух Мамед оглы — старший агроном Кюрдамирской МТС
9. Ахундов, Рухулла Али оглы — заместитель председателя Азербайджанского филиала Всесоюзной Академии Наук
10. Сафаров, Гасан Гулам оглы — заведующий сельскохозяйственным отделом ЦК АКП(б)
11. Маркарян, Андрей Георгиевич — директор нефтеперегонного завода имени Будённого

### 31 января
- О награждении руководителей Бурят-Монгольской АССР[17]

- За «перевыполнение государственного плана по животноводству и за успехи в области хозяйственного и культурного строительства» награждены

1. Ербанов, Михей Николаевич — первый секретарь Бурят-Монгольского обкома ВКП(б)
2. Доржиев, Дажуп Дансаранович — председатель Совета Народных Комиссаров Бурят-Монгольской АССР

- О награждении колхозников и колхозниц, представителей трудовой интеллигенции, рабочих и работниц совхозов, партийно-советских работников Бурят-Монгольской АССР[19]

- За «перевыполнение государственного плана по животноводству и за успехи в области хозяйственного и культурного строительства» награждены

1. Бадмаев, Бато-Жаргал — председатель колхоза им. Ворошилова Улан-Ононского аймака
2. Эрдыниева, Долгоржап — доярка колхоза «Улан-Удунга» Селенгинского аймака
3. Аржутова, Мария Ивановна — доярка колхоза им. Разумова Аларского аймака
4. Атенов, Александр Андреевич — член колхоза «Красный Нельхай» Аларского аймака, заведующий племенной конефермой
5. Болотов, Бабу — член колхоза им. Ворошилова Агинского аймака, заведующий конефермой
6. Санжиев, Эрдыни Самбоевич — чабан колхоза им. Разумова Бичурского аймака
7. Мясникова, Агафья Григорьевна — доярка колхоза «Заветы Ильича» Хоринского аймака
8. Гашунов, Дугар Кондакович — член колхоза им. Дзержинского Тункинского аймака, заведующий овцеводческой фермой
9. Шубин, Никита Иванович — директор Боргойского овцеводческого совхоза
10. Сампилов, Цыренжап — народный художник Бурят-Монгольской АССР

## Февраль

### 14 февраля
- О награждении пограничных частей, командного, начальствующего и красноармейского состава пограничной охраны НКВД и колхозников-активистов пограничных районов[20]

- «В ознаменование 15-летней годовщины пограничной охраны Народного комиссариата внутренних дел Союза ССР, отмечая выдающиеся заслуги по охране границ социалистической родины, бдительность, беспощадную борьбу с классовым врагом и героические поступки, проявленные частями пограничной охраны, бойцами, командирами, политработниками и колхозниками пограничных районов, и достижения в деле боевой и политической подготовки частей пограничной охраны Народного комиссариата внутренних дел» награждены:

| По Дальневосточному краю:                      | 1. Камчатский пограничный отряд 2. Дерибас Т. Д. — начальник Управления и командующий пограничной и внутренней охраной НКВД по ДВК, комиссар государственной безопасности 1-го ранга 3. Агеев А. Д. 4. Бессонов И. Н. 5. Влач И. С. 6. Дудин П. М. 7. Кабаков Н. Т. 8. Канаков А. М. |
| По Таджикской ССР:                             | - Таджикский краснознамённый пограничный отряд войск НКВД |
| Командиры и политработники пограничной охраны: | - Фриновский М. П. — начальник Главного управления пограничной н внутренней охраны НКВД СССР, комкор |

### 21 февраля
- О награждении работников по планированию народного хозяйства[22]

- «В связи с 15-летием организации Государственной плановой комиссии при СНК Союза ССР и успешной её работой по планированию народного хозяйства» награждены

1. Межлаук, Валерий Иванович — Председатель Государственной плановой комиссии Союза ССР
2. Смирнов, Геннадий Иванович — Заместитель председателя Государственной плановой комиссии Союза ССР
3. Краваль, Иван Адамович — Начальник Центрального управления народно-хозяйственного учёта Госплана Союза ССР
4. Графтио, Генрих Иосифович — член Государственной плановой комиссии первого состава

### 22 февраля
- О награждении т. Сулеймана Стальского[24]

- Награждён

- Народный поэт Дагестана Сулейман Стальский.

- О награждении передовиков животноводства[26]

- Награждены:

| Получившие удой молока свыше 3500 литров по европейской части СССР и свыше 3000 литров по восточным районам в среднем на одну корову за 1935 год |
| 1. Прокопьева, Таисия Семёновна — доярка Холмогорского племхоза (Северный край) 2. Дембовицкая, Евдокия Ивановна — доярка совхоза имени Кирова (Московская область) 3. Крыльцова, Татьяна Петровна — доярка совхоза имени Кирова (Московская область) 4. Акользина Екатерина Даниловна — доярка Урупского совхоза (Азово-Черноморский край) 5. Грехова, Евдокия Исаевна — доярка совхоза «Караваево» (Ивановская область) 6. Бурцева, Марфа Тимофеевна — доярка совхоза «Бутырский хутор» (Московская область) 7. Спиридонова, Мария Степановна — доярка колхоза «Красный коллективист» (Большесольский район Ивановской области) 8. Краубергер, Екатерина Давыдовна — доярка колхоза имени Шенфельда (Дизандергейский кантон АССР Немцев Поволжья) 9. Фадеева, София Григорьевна — доярка совхоза «Сычёвка» (Западная область) 10. Григоренко, Борис Феофанович — заведующий фермой колхоза имени Ленина (Кирсановский район Воронежской области) 11. Богданов, Карп Григорьевич — председатель колхоза имени Ленина (Кирсановский район Воронежской области) 12. Пыжьянова, Мария Дмитриевна — доярка совхоза «Исток» (Свердловская область) 13. Чумакова, Ольга Федотовна — доярка колхоза «Красное Знамя» (Отрадненский район Азово-Черноморского края) 14. Петряева, Нина Александровна — доярка колхоза «Красный Луч» (Большесольский район Ивановской области) 15. Майорова, Галина Александровна — доярка колхоза «Крестьянин» (Богородский район Горьковского края) 16. Пеункова, Ольга Александровна — доярка колхоза «Красное понизовье» (Ярославский район Ивановской области) 17. Ганус, Анна Тарасовна — доярка совхоза «Астафьево» (Московская область) 18. Горшкова, Августа Сионовна — доярка колхоза имени Ломоносова (Холмогорский район Северного края) 19. Миргород, Ксения Титовна — доярка совхоза имени Кирова (Днепропетровская область) 20. Черненко, Прасковья Тихоновна — доярка Весело-Подолянской селекционной станции (Харьковской области) 21. Соловей, Иван Иванович — дояр совхоза «Тростянец» (Черниговская область) 22. Цыплюк Анна Павловна — доярка совхоза имени Ленина (Московская область) 23. Григорович София Антоновна — доярка совхоза «Рачковичи» (Белорусская ССР) 24. Емельянов, Алексей Степанович — заместитель директор Вологодской молочной станции 25. Бондаренко, Харитина Александровна — доярка совхоза «Тенсу» (Крымская АССР) 26. Ануфриева, Екатерина Андреевна — доярка колхоза имени Димитрова (Холмогорский район Северного края) 27. Маркина, Ксения Сергеевна — доярка совхоза «Лесные Поляны» (Московская область) 28. Станишевская, Нина Ивановна — доярка совхоза «Розовка» (Днепропетровская область) 29. Дранкова, Анна Андреевна — доярка совхоза имени Артёма (Донецкая область) 30. Никифорова, Екатерина Дмитриевна — доярка совхоза имени Либкнехта (Днепропетровская область) 31. Баскова, Анна Васильевна — доярка племхоза «Молочное» (Северный край) 32. Журавлёва, Елизавета Степановна — доярка совхоза имени Ленина (Воронежская область) 33. Кошелева, Мария Дмитриевна — бригадир совхоза «Караваево» (Ивановская область) 34. Мухина, Елена Александровна — доярка совхоза «Первомайское» (Московская область) 35. Конюшенкова, Александра Ивановна — доярка совхоза «Сычёвка» (Западная область) 36. Кассирова, Анна Егоровна — доярка совхоза «Красный Октябрь» (Ивановская область) 37. Головина, Татьяна Дмитриевна — доярка Холмогорского племхоза (Северный край) 38. Ермакова, Анастасия Ефимовна — доярка совхоза «Дугино» (Западная область) 39. Аносова, Мария Петровна — доярка совхоза «Коммунарка» (Московская область) 40. Булычёва, Екатерина Константиновна — доярка совхоза «Боровково» (Московская область) 41. Астахова, Екатерина Титовна — доярка колхоза имени Кирова (Ново-Васильевский район Днепропетровской области) 42. Шубина Елена Степановна — доярка колхоза «Искра» (Богородский район Горьковского края) 43. Гадиляева, Шамсия Якуповна — доярка куюргазинского совхоза (Башкирская АССР) 44. Зельдер Леонтина Августовна — доярка колхоза «Маяк» (Архангельский район Башкирской АССР) 45. Андреева, Александра Максимовна — доярка совхоза «Сычёвка» (Западная область) 46. Лукьянова, Марфа Устиновна — доярка совхоза «Горки» (Московская область) 47. Борисова, Евдокия Егоровна — доярка совхоза имени Ленина (Воронежская область) 48. Дорош, Надежда Кузьминична — доярка Чупаховского совхоза (Харьковская область) 49. Сазонова, Таисия Васильевна — доярка колхоза имени 2-й пятилетки (Холмогорский район Северного края) 50. Шарова, Елизавета Степановна — доярка совхоза «Варские Шумаши» (Московская область) 51. Евсеева, Анастасия Ермолаевна — доярка совхоза № 3 (Ленинградская область) 52. Зерфус, Мария Осиповна — доярка колхоза «Врачево-Горки» (Луховицкий район Московской области) 53. Башкирева, Ефросиния Сильвёрстовна — доярка совхоза «Крынки» (Белорусская ССР) 54. Трусова, Анна Афанасьевна — доярка совхоза «Исток» (Свердловская область) 55. Дуркина Афанасья Прокопьевна — доярка колхоза «Ленинская Искра» (Оричевский район Кировского края) 56. Лобачёва, Алефтина Ивановна — доярка племхоза «Молочное» (Северный край) 57. Потиха, Ганна Лавроновна — доярка совхоза «Терезино» (Киевская область) 58. Серебрякова, Татьяна Семёновна — доярка совхоза «Горки Ленинские» (Московская область) 59. Келламов, Ян Иоганович — бригадир совхоза «Гомонтово» (Ленинградская область) 60. Эпп, Мария Николаевна — доярка колхоза имени Тельмана (Рот-Фронтовский район Днепропетровской области) 61. Бутаев, Александр Ефимович — пастух колхоза «Красное Понизовье» (Ярославский район Ивановской области) 62. Федюкова, Дарья Евдокимовна — доярка совхоза «Успенская ферма» (Ивановская область) 63. Прут, Мария Максимовна — доярка Парафиевского совхоза (Черниговская область) 64. Черногорова, Екатерина Ермильевна — доярка совхоза «Волгарь» (Ивановская область) 65. Малашкина, Елена Трофимовна — доярка совхоза № 230 (Омская область) 66. Ерёмина, Мария Георгиевна — доярка совхоза имени XVII партсъезда (Курская область) 67. Иорт, Екатерина Адамовна — доярка колхоза «Алку» (Красногвардейский район Ленинградской области) 68. Малецкая, Софья Борисовна — доярка Хмелевицкого совхоза (Киевская область) 69. Кудрина, Матрёна Васильевна — доярка совхоза № 143 (Свердловская область) 70. Адлер Амалия Георгиевна — доярка совхоза имени Энгельса АССР Немцев Поволжья 71. Коженкова, Мария Дементьевна — доярка племхоза «Сычёвка» (Западная область) 72. Анохина, Татьяна Ивановна — доярка колхоза «Пламя» (Куюргазинский район Башкирской АССР) 73. Соколова, Анна Николаевна — доярка Совхоза имени Конторина (Северный край) 74. Фролова, Агриппина Александровна — доярка совхоза «Успенская ферма» (Ивановская область) 75. Разина, Мария Кузьминична — доярка совхоза № 54 (Омская область) 76. Быковский, Демьян Матвеевич — дояр совхоза имени Гаврилова (Днепропетровская область) 77. Дубиновская, Дарья Игнатьевна — доярка колхоза имени Сталина (Черноерковский район Азово-Черноморского края) 78. Шалагина, Ольга Антоновна — доярка колхоза «Победа» (Канский район Красноярского края) 79. Кузовков, Василий Григорьевич — бригадир совхоза № 54 (Омская область) 80. Муравьёв, Михаил Викторович — пастух совхоза «Успенская ферма» (Ивановская область) 81. Зинченко, Пелагея Андреевна — доярка совхоза имени Октябрьской Революции (Донецкая область) 82. Дуч, Анна Фрицевна — доярка колхоза имени Стучки (Архангельский район Башкирской АССР) 83. Гусева, Фаина Алексеевна — доярка совхоза «Красный Октябрь» (Ивановская область) 84. Ковдерко, Мария Францевна — доярка совхоза «Добрынь» (Белорусская ССР) 85. Тамман, Лилля Ивановна — бригадир совхоза «Торосово» (Ленинградская область) 86. Желиба, Анна Митрофановна — доярка Парафиевского совхоза (Черниговская область) 87. Станислав, Екатерина Леонтьевна — доярка колхоза «Красный Пахарь» (Шаргородский район Винницкой области) 88. Битте, Дора Яковлевна — доярка колхоза имени Стучки (Архангельский район Башкирской АССР) 89. Винокурова, Ксения Васильевна — доярка колхоза «Завет Ильича» (Канский район Красноярского края) 90. Стрельникова, Федосия Афанасьевна — доярка совхоза «Аламедын» (Киргизская АССР) 91. Чернышёва, Анна Карповна — доярка Новосибирского совхоза (Западно-Сибирский край) 92. Семёнова, Евдокия Семёновна — доярка совхоза «Гомонтово» (Ленинградская область) 93. Комлева, Прасковья Васильевна — доярка совхоза имени Сомса (Омская область) 94. Хачатрян, Григор Керопович — бригадир Яныхского племсовхоза (Армянская ССР) 95. Толстиннина, Устинья Макаровна — доярка совхоза «Шульгино» (Московская область) 96. Ефимов, Фёдор Ефимович — директор совхоза № 3 (Ленинградская область) 97. Марков, Николай Васильевич — начальник политотдела совхоза «Гомонтово» (Ленинградская область) 98. Беловицкий, Григорий Анисимович — начальник политотдела совхоза имени Карла Либкнехта (Днепропетровская область) 99. Зенкевич, Феликс Фомич — директор совхоза «Крынки» (Белорусская ССР) 100. Железов, Алексей Михайлович — начальник политотдела племхоза «Успенская ферма» (Ивановская область) |
| Сохранивших всех телят при обслуживании свыше 110 телят: |
| 1. Иванова, Татьяна Сергеевна — телятница совхоза № 59 (Западно-Сибирский край) 2. Губкина, Татьяна Фёдоровна — телятница совхоза «Горняк» (Азово-Черноморский край) 3. Шадрина, Мария Павловна — телятница совхоза «Гуляй-Поле» (Омская область) 4. Война, Татьяна Яковлевна — телятница Первомайского совхоза (Киевская область) 5. Кригер, Марта Степановна — телятница колхоза имени Ленина (Кирсановский район Воронежской области) 6. Аракелян, Григорий Ефремович — заведующий фермой колхоза имени Молотова (Наримановский район Азербайджанской ССР) 7. Тищенко, Елизавета Григорьевна — телятница Ульяновского совхоза (Харьковская область) 8. Демуцкая, Елизавета Давыдовна — телятница Ободовского совхоза (Винницкая область) 9. Бабина, Мария Филипповна — телятница колхоза «Красный Партизан» (Чарышский район Западно-Сибирского края) 10. Мастерова, Клавдия Яковлевна — телятница совхоза № 230 (Омская область) 11. Константинова, Анна Андреевна — телятница совхоза «Судково» (Белорусская ССР) 12. Иванова, Ирина Никифоровна — телятница совхоза имени Менжинского (Омская область) 13. Кузнецова, Анна Феофановна — телятница совхоза «Куркино» (Северный край) 14. Головацкая, Анастасия Ивановна — телятница совхоза шахты «Голубовка» № 22 (Донецкая область) 15. Падерина, Наталья Дмитриевна — телятница колхоза имени Первого мая (Ворошиловский район Свердловской области) 16. Слипченко, Клавдия Сергеевна — телятница колхоза имени 61-го партизана (Вознесенский район Одесской области) 17. Тараненко, Дарья Михайловна — телятница колхоза имени Чубаря (Ново-Московский район Днепропетровской области) 18. Будина, Евдокия Фёдоровна — телятница колхоза «Молодая республика» (Дебёсский район Кировского края) 19. Скрипак, Кирилл Денисович — бригадир совхоза «Октябрьская революция» (Донецкая область) 20. Карпеева, Анна Ильинична — телятница колхоза «Правда» (Перевозский район Горьковского края) 21. Ургаринов, Молдокула — гуртоправ совхоза имени Фрунзе (Киргизская АССР) 22. Кулиш, Матрёна Кирилловна — телятница совхоза имени Юркина (Одесская область) 23. Филимонова, Варвара Васильевна — телятница совхоза № 25 (Челябинская область) 24. Инджиев, Ходжигор — гуртоправ колхоза имени Бройдо (Черноземельский улус Калмыцкой АССР) 25. Клименкова, Устинья Ивановна — телятница племхоза «Завихорье» (Западная область) 26. Королёв, Константин Пименович — председатель колхоза имени Сталина (Камышловский район Челябинской области) 27. Койлибаев, Абдулла — заведующий фермой колхоза имени Нурмакова (Келесский район Южно-Казахстанской области) |
| Давшие свыше 70 пудов живого веса приплода или свыше 24 деловых поросят на одну свиноматку за 1935 год: |
| 1. Милькевич, Антон Филиппович — бригадир совхоза «Вербовый» (Днепропетровская область) 2. Зимогляд, Илья Пантелеевич — бригадир совхоза «Липцы» (Харьковская область) 3. Долгих, Степан Мануилович — заведующий фермой колхоза имени Ворошилова (Канский район Красноярского края) 4. Харланова, Василиса Павловна — свинарка колхоза имени Сталина (Троицкий район Челябинской области) 5. Ломакина, Прасковья Ивановна — свинарка колхоза «Заря Поволжья» (Безенчукский район Куйбышевского края) 6. Яговкина, Александра Сергеевна — бригадир колхоза имени Сталина (Фалёнский район Кировского края) 7. Мокроусова, Матрёна Гавриловна — заведующая фермой колхоза имени Будённого (Исилькульский район Омской области) 8. Никифорова, Марина Павловна — свинарка колхоза «Красная Заря» (Куньинский район Калининской области) 9. Хрипункова, Евдокия Тимофеевна — бригадир колхоза «Коминтерн» (Бударинский район Сталинградского края) 10. Иванова, Екатерина Тимофеевна — свинарка колхоза имени 2-й пятилетки (Булаевский район Карагандинской области) 11. Мишин, Василий Григорьевич — председатель колхоза «Спартак» (Минусинский район Красноярского края) 12. Докшина, Клавдия Васильевна — свинарка колхоза имени Сталина (Венгеровский район Западно-Сибирского края) 13. Суровцева, Евгения Назаровна — свинарка совхоза «Бекон» (Челябинская область) 14. Злобина, Клавдия Евгеньевна — свинарка колхоза «Заветы Ленина» (Подосиновский район Северного края) 15. Малявина, Варвара Лукьяновна — свинарка совхоза «Первомайский» (Северо-Кавказский край) 16. Лапина, Мария Ивановна — бригадир совхоза «Аксариха» (Челябинская область) 17. Анисимова, Анна Ивановна — свинарка колхоза «Путь Ленина» (Куйбышевский район Куйбышевского края) 18. Алфёрова, Глафира Александровна — свинарка совхоза имени Ворошилова (Кировский край) 19. Иванова, Ефросинья Нефёдовна — свинарка колхоза «Красный Восток» (Богатовский район Куйбышевского края) 20. Желдак, Иван Михайлович — заведующий фермой колхоза имени Клары Цеткин (Борский район Куйбышевского края) 21. Спичкова, Евдокия Михайловна — свинарка совхоза «Мещерино» (Московская область) 22. Журба, Филипп Макарович — свинарь колхоза имени Калинина (Фёдоровский район Актюбинской области) 23. Мозговая, Варвара Ивановна — свинарка колхоза имени Будённого (Нагутский район Северо-Кавказского края) 24. Гусева, Пелагея Емельяновна — свинарка колхоза имени Кирова (Ачинский район Красноярского края) 25. Холтовин, Федот Фёдорович — заведующий фермой колхоза имени Сталина (Венгеровский район Западно-Сибирского края) 26. Гришкова, Мария Парфёновна — свинарка совхоза «Родоманово» (Западная область) 27. Сафонова, Вера Львовна — заведующая фермой колхоза «Пионер» (Санчурский район Кировского края) 28. Гоцкина, Евдокия Леонтьевна — свинарка колхоза «Новая жизнь» (Красногвардейский район Азово-Черноморского края) 29. Николаева, Дарья Ермолаевна — свинарка колхоза «Верный путь» (Струго-Красненский район Ленинградской области) 30. Мосьпан, Анастасия Ивановна — свинарка колхоза «Оборона» (Ново-Московский район Днепропетровской области) 31. Коробов, Давид Никанорович — свинарь колхоза «Обской № 2» (Каменский район Западно-Сибирского края) 32. Субботина, Марфа Михайловна — заведующая фермой колхоза «Красный маяк» (Волоколамский район Московской области) 33. Бутенко, Сергей Титович — свинарь колхоза «Украинец» (Миякинский район Башкирской АССР) 34. Петрик, Павел Степанович — заведующий фермой колхоза «Красный украинец» (Идринский район Красноярского края) 35. Грачёва, Пелагея Андреевна — заведующая фермой колхоза имени Муралова (Серпуховский район Московской области) 36. Золотников, Михаил Исакович — заведующий фермой колхоза «Память Ленина» (Каргопольский район Челябинской области) 37. Ключарёва, Анна Андреевна — заведующая фермой колхоза имени Сталина (Медвежегорский район Карельской АССР) 38. Мокрушина, Ненила Фёдоровна — заведующая фермой колхоза «Победа» (Старо-Зятцинский район Кировского края) 39. Найданов, Иван Фёдорович — бригадир колхоза «Пролетарский путь» (Любинский район Омской области) 40. Срибна, Анна Сусоновна — свинарка колхоза имени Будённого (Елисаветградковский район Одесской области) 41. Зайцев, Филипп Савельевич — заведующий фермой колхоза имени Червякова (Речицкий район Белорусской ССР) 42. Рохельзон, Михаил Борисович — заведующий фермой совхоза «Кубань» (Азово-Черноморский край) 43. Храмкин, Николай Максимович — председатель колхоза имени Ленина (Вурнарский район Чувашской АССР) 44. Цыганенко, Максим Яковлевич — председатель колхоза имени Интернационала (Карасукский район Западно-Сибирского края) 45. Филиппова, Анна Ивановна — бригадир колхоза «Ясная Поляна» (Солигаличский район Ивановской области) 46. Котляров, Иван Фёдорович — бригадир колхоза «Свой труд» (Ведугский район Воронежской области) 47. Комарова, Матрёна Гавриловна — свинарка колхоза «Воля» (Пришекснинский район Ленинградской области) 48. Сирота, Федора Иосифовна — свинарка колхоза «Червоний Днiпробуд» (Томаковский район Днепропетровской области) 49. Погодин, Иван Сысоевич — свинарь колхоза имени XVII партконференции (Балашовский район Саратовского края) 50. Ткаченко, Анна Тимофеевна — свинарка колхоза имени Шевченко (Кролевецкий район Черниговской области) 51. Якуба, Мария Тимофеевна — свинарка колхоза «Правда» (Ульяновский район Харьковской области) 52. Рахманов, Галим Рахманович — свинарь колхоза «Кичу» (Азнакаевский район Татарской АССР) 53. Казаева, Анастасия Ивановна — бригадир совхоза «Ленинский» (Восточно-Сибирский край) 54. Лысенко, Леонтий Никодимович — заведующий фермой колхоза имени XVII партсъезда (Томаковский район Днепропетровской области) 55. Килин, Иван Дмитриевич — бригадир совхоза «Спартак» (Башкирская АССР) 56. Хохоликов, Иван Иванович — заведующий фермой колхоза «Завет Ильича» (Таштыпский район Красноярского края) 57. Алексеев, Фёдор Афанасьевич — бригадир совхоза «Перекоп» (Курская область) 58. Корюкина, Манефа Владимировна — заведующая фермой колхоза «Буденовец» (Междуреченский район Северного края) 59. Щёткина, Лидия Алексеевна — свинарка совхоза имени Ленина (Московская область) 60. Соловьёв, Владимир Николаевич — бригадир совхоза «Спартак» (Башкирская АССР) 61. Клименко, Василий Мефодиевич — бригадир совхоза «Декабристы» (Харьковская область) 62. Зуев, Владимир Иосифович — свинарь совхоза «Росховец» (Курская область) 63. Эльферт, Ян Янович — начальник политотдела совхоза «Первомайский» (Северо-Кавказский край) 64. Титов, Сергей Фёдорович — начальник политотдела совхоза «Родоманово» (Западная область) 65. Бешнов, Георгий Гаврилович — начальник политотдела совхоза имени Рындина (Челябинская область) 66. Бобаренко, Виктор Пантелеевич — директор совхоза имени Рындина (Челябинская область) 67. Будревич, Владислав Викентьевич — директор совхоза «Первомайский» (Северо-Кавказский край) 68. Бирюков, Николай Фёдорович — старший зоотехник совхоза «Родоманово» (Западная область) 69. Ансон, Рудольф Фридрихович — директор племсовхоза «Пятилетка» (Курская область) |
| Давшие за 1935 год настриг шерсти на одна голова, овцы по породам: прекос — свыше 5 кг, рамбулье и местный меринос свыше 6,5 кг, метисы свыше 4,4 кг, грубошёрстные свыше 3,7 кг, или давших свыше 135 голов приплода на 100 каракулевых маток: |
| 1. Адьянов, Дулахи Адьянович — чабан колхоза имеет Кирова (Долбанский улус Калмыцкой АССР) 2. Шмуль, Илья Филиппович — чабан совхоза № 4 (Азово-Черноморский край) 3. Дорджиев, Басанг Шонхорович — заведующий фермой колхоза имени Сталина (Черноземельский улус Калмыцкой АССР) 4. Бужуков, Юмагиси — чабан совхоза «Червлённые Буруны» (Дагестанская АССР) 5. Мусаев, Куляббай — чабан колхоза имени Кирова (Кенимехский район Узбекской ССР) 6. Страчков, Иосиф Михайлович — чабан Рубцовского совхоза (Западно-Сибирский край) 7. Калашник, Игнат Семёнович — чабан колхоза «Новая Жизнь» (Апанасенковский район Северо-Кавказского края) 8. Калашников, Пётр Макарьевич — заведующий фермой колхоза имени Ленина (Орловский район Азово-Черноморского края) 9. Проценко, Василий Данилович — заведующий фермой колхоза «Коммунистический Маяк» (Апполонский район Северо-Кавказского края) 10. Симоненко, Андрей Иванович — чабан совхоза № 2 «Турксад» (Северо-Кавказский край) 11. Попович, Арсентий Петрович — председатель колхоза «Червонный велетень» (Ново-Троицкий район Днепропетровской области) 12. Приймов, Григорий Дмитриевич — управляющий фермой совхоза «Червлённые буруны» Дагестанская АССР) 13. Каржев, Иван Михайлович — чабан совхоза имени Яковлева (Северо-Кавказский край) 14. Пивоваров, Афанасий Терентьевич — председатель колхоза имени Сталина (Генический район Днепропетровской области) 15. Лисковацкий, Илья Дмитриевич — заведующий фермой колхоза имени XVII партсъезда (Моздокский район Северо-Кавказского края) 16. Кучирявый, Алексей Иванович — чабан колхоза имени Сталина (Вугалинский район Алма-Атинской области) 17. Неронов, Степан Дмитриевич — чабан совхоза «Комсомолец» (Восточно-Сибирский край) 18. Зиновьев, Максим Иванович — чабан колхоза «Борьба за социализм» (Камышеватский район Азово-Черноморского края) 19. Брагин, Иван Фёдорович — чабан колхоза имени Политотдела (Степновский район Северо-Кавказского края) 20. Чубова, Анна Павловна — арбичка колхоза «Красный скотовод» (Ремонтненский район Азово-Черноморского края) 21. Молчанов, Василий Александрович — чабан колхоза имени Фрунзе (Орловский район Азово-Черноморского края) 22. Ахаев, Чоклдан — чабан совхоза «Сарпа» (Калмыцкая АССР) 23. Якутин, Алексей Никифорович — председатель колхоза «Красный Меринос» (Мустаевский район Оренбургской области) 24. Гончаренко, Андрей Матвеевич — чабан колхоза «Факел» (Приуральский район Западно-Казахстанской области) 25. Чидлеев, Дмитрий Тарасович — заведующий фермой колхоза «Красный Донец» (Котельниковский район Сталинградского края) 26. Проскурняк, Макар Иванович — чабан колхоза «Червоный прапор» (Марьяновский район Омской области) 27. Мищенко, Александр Илларионович — чабан колхоза имени Молотова (Ипатовский район Северо-Кавказского края) 28. Сердюк, Митрофан Панасович — заведующий фермой колхоза имени МОПР (Васильевский район Днепропетровской области) 29. Меньков, Яков Павлович — чабан колхоза имени Чистянской МТС (Булаевский район Карагандинской области) 30. Зеленский, Сергей Антонович — чабан колхоза «Червонный чонгар» (Генический район Днепропетровской области) 31. Татарко, Иван Иванович — чабан колхоза «Хлебороб» (Арзгирский район Северо-Кавказского края) 32. Карецкий, Андрей Иванович — заведующий фермой колхоза «Хлебороб» (Арзгирский район Северо-Кавказского края) 33. Стрешенец, Василий Моисеевич — чабан колхоза «Красный Май» (Апанасенковский район Северо-Кавказского края) 34. Хренов, Иван Тимофеевич — чабан Учумского совхоза (Красноярский край) 35. Сахат, Мурат — старшего чабан колхоза имени Ата-Левин (Сталинский район Туркменской ССР) 36. Васильев, Иван Дмитриевич — директор совхоза «Пролетарский» (Азово-Черноморский край) (бывшая концессия «Крупп») 37. Мырад Дурды — старшего чабан колхоза имени Ленина (Байрам-Алийский район Туркменской ССР) 38. Якши, Кули Беркели — чабан колхоза «Тезе Ел» (Байрам-Алийский район Туркменской ССР) 39. Таций, Александр Иванович — председатель колхоза имени Книги (Арзгирский район Северо-Кавказского края) 40. Кадыков, Адам — чабан колхоза «Колос» (Чуйский район Киргизской АССР) 41. Меньшов, Максим Алексеевич — заведующий фермой колхоза «Колос» (Чуйский район Киргизской АССР) 42. Гоцев, Ермолай Ильич — заведующий фермой колхоза имени Криницкого Мокроусский кантон АССР Немцев Поволжья 43. Одновалов, Елисей Петрович — чабан колхоза «Память Ленина» (Бериславский район Одесской области) 44. Абдулхалыков, Гидалты — председатель колхоза «Горец» (Каясулинский район Дагестанской АССР) 45. Хильчук, Елизавета Михайловна — пастух колхоза имени 1-й пятилетки (Ярунский район Киевской области) 46. Терещенко, Иван Калистратович — заведующий фермой колхоза имени XVII партсъезда (Арзгирский район Северо-Кавказского края) 47. Шандиев, Кулю — чабан колхоза «Красный чабан» (Караногайский район Дагестанской АССР) 48. Гусак, Алексей Семёнович — заведующий фермой колхоза «Искра» (Бердянский район Днепропетровской области) 49. Сибирка, Василий Григорьевич — заведующий фермой колхоза имени ОГПУ (Михайловский район Воронежской области) 50. Кищенко, Тимофей Гаврилович — чабан колхоза «Коммунар» (Днепропетровский район Днепропетровской области) 51. Погорелый, Дмитрий Иванович — заведующий фермой колхоза «До спильной праци» (Царичанский район Днепропетровской области) 52. Щербин, Ипатий Николаевич — чабан, колхоза «Оплот Социализма» (Молдавская АССР) 53. Тополов, Пётр Михайлович — бригадир колхоза «Коллективист» (Коларовский район Днепропетровской области) 54. Федякин, Фёдор Сергеевич — бригадир колхоза имени Подольских рабочих (Колокольцевский район Куйбышевского края) 55. Викулов, Алексей Семёнович — чабан колхоза имени XVII партсъезда (Больше-Глушицкий район Куйбышевского края) 56. Вавенко, Тимофей Петрович — чабан колхоза «Год великого перелома» (Котовский район Днепропетровской области) 57. Алиев, Мустафа Иса-Оглы — заведующий фермой колхоза «Ени Ел» (Борчалинский район ССР Грузии) 58. Логадзидзе, Константин Петрович — заведующий фермой колхоза имени ГПУ (Телавский район ССР Грузии) 59. Бордзикидзе, Андрей Исаакович — бригадир фермы колхоза имени ГПУ (Телавский район ССР Грузии. 60. Кульназаров, Калдарбек — чабан колхоза имени Куйбышева (Ленгерский район Южно-Казахстанской области) 61. Кучеренко, Павел Фёдорович — чабан колхоза имени Х-летия ВЛКСМ (Октябрьский район Одесской области) 62. Касьянов, Павел Трофимович — председатель колхоза «Северная Звезда» (Красноармейский район Карагандинской области) 63. Мещеряков, Александр Дмитриевич — заведующий фермой колхоза «Факел Революции» (Токаревский район Воронежской области) 64. Железный, Митрофан Лукич — заведующий фермой колхоза имени Кагановича (Евдаковский район Воронежской области) 65. Шпилёва, София Фёдоровна — чабан колхоза имени Кагановича (Евдаковский район Воронежской области) 66. Родионов, Фёдор Тимофеевич — овчар колхоза «Красный Пахарь» (Починковский район Горьковского края) 67. Шевченко, Прокофий Андреевич — заведующий фермой колхоза «Новая Праця» (Нейдригайловский район Черниговской области) 68. Петренко, Никита Филиппович — чабан колхоза имени Петровского (Зачепиловский район Харьковской области) 69. Паняев, Порфирий Иванович — чабан колхоза «Красный Октябрь» (Тюменцевский район Западно-Сибирского края) 70. Тертычный, Яков Аксентьевич — животновод-практик колхоза «Северная Звезда» (Красноармейский район Карагандинской области) 71. Гасан Джумшуд оглы — чабан-маточник колхоза имени Ленина (Лачинский район Азербайджанской ССР) |
| Давшие свыше 98 жеребят, в среднем на 100 маток за 1935 г. и обеспечивших отличный уход за конём: |
| 1. Тогузлаев, Бати Арахович — табунщик колхоза имени Ленина (Урванский район Кабардино-Балкарской АО) 2. Нахушев, Тамаш Асланбекович — табунщик колхоза имени Фрунзе (Баксанский район Кабардино-Балкарской АО) 3. Тхалиджоков, Матит Эльмурзович — заведующий фермой колхоза имени Сталина (Прималкинский район Кабардино-Балкарской АО) 4. Чипов, Тыка Цуевич — табунщик колхоза имени Будённого (Урванский район Кабардино-Балкарской АО) 5. Джентемиров, Яхья Патович — заведующий фермой колхоза имени Сулимова (Хабезский район Черкесской АО) 6. Карданов, Газис Даголиевич — табунщик колхоза имени Сулимова (Хабезский район Черкесской АО) 7. Кагазежев, Билял Нафицевич — табунщик колхоза «Мезхурей» (Урванский район Кабардино-Балкарской АО) 8. Курдугов, Башир Андулахович — заведующий фермой колхоза «Карагач» (Прималкинский район Кабардино-Балкарской АО) 9. Богаевский, Фома Леонтьевич — заведующий фермой колхоза имени Гикало (Наурский район Кабардино-Балкарской АО) 10. Настуев, Абдуллах Батырбекович — табунщик колхоза имени Настуева (Черекский район Кабардино-Балкарской АО) 11. Благов, Николай Семёнович — заведующий фермой колхоза имени Андреева (Нагутский район Северо-Кавказского края) 12. Новокрещёнов, Никита Иванович — табунщик колхоза имени Будённого (Каракульский район Челябинской области) 13. Шевченко, Трофим Лукьянович — конюх Капитановского совхоза (Киевская область) 14. Подгайный, Дмитрий Степанович — заведующий фермой колхоза имени Ленина (Благодарненский район Северо-Кавказского края) 15. Коробенов, Нурумбек — табунщик колхоза имени III Интернационала (Верхне-Чирчикский район Узбекской ССР) 16. Курганов, Ибрагим Джамаркулович — табунщик колхоза «Кзыл Бермамыт» (Мало-Карачаевский район Карачаевской АО) 17. Байев, Ибрагим Матаевич — табунщик колхоза имени Сталина (Мало-Карачаевский район Карачаевской АО) 18. Зозуля, Пантелеймон Иванович — конюх колхоза имени Политотдела (Больше-Токмакский район Днепропетровской области) 19. Устинов, Иван Петрович — конюх колхоза имени Блюхера (Лемешкинский район Сталинградского края) 20. Шекеров, Мусса Гачияевич — табунщик, колхоза имени Калмыкова (Чегемский район Кабардино-Балкарской АО) 21. Волынский, Пантелеймон Петрович — заведующий фермой колхоза «13-летие Октября» (Роменский район Черниговской области) 22. Катаев, Абдулла — табунщик колхоза «Свободный земледелец» (Чебаркульский район Челябинской области) 23. Тимофеенко, Андрей Васильевич — конюх колхоза «Красный Партизан» (Октябрьский район Одесской области) 24. Захаров, Иван Романович — конюх колхоза имени Будённого (Изобильно-Тищенский район Северо-Кавказского края) 25. Антонов, Аким Игнатьевич — конюх колхоза имени Будённого (Воронцово-Александровский район Северо-Кавказского края) 26. Казанцев, Михаил Васильевич — конюх колхоза «Великий Путь» (Любинский район Омской области) 27. Литвинко, Степан Филиппович — конюх колхоза «Большевик» (Красно-Партизанский район Оренбургской области) 28. Кошель, Михаил Максимович — конюх колхоза «По стопам Ленина» (Адамовский район Оренбургской области) 29. Николаева, Анна Васильевна — конюх совхоза № 5 (Московская область) 30. Сафонов, Мирон Филиппович — конюх колхоза имени Сталина (Ефремовский район Московской области) 31. Служаев, Игнат Тимофеевич — конюх колхоза «Красный Интернационал» (Подбельский район Куйбышевского края) 32. Атласов, Пётр Тихонович — председатель колхоза «Красный Интернационал» (Подбельский район Куйбышевского края) 33. Карепов, Тимофей Иванович — заведующий фермой колхоза «Свободный труженик» (Сухо-Бузимский район Красноярского края) 34. Анисимов, Степан Ефимович — конюх колхоза «Город Кизили» (Бемыжский район Кировского края) 35. Кузнецов, Алексей Алексеевич — заведующий фермой колхоза «Пятилетка» (Вятско-Полянский район Кировского края) 36. Смагин, Андрей Фёдорович — конюх колхоза «Большевик» (Омутнинский район Кировского края) 37. Алишеров, Ибыке — табунщик колхоза «Кум-Арык» (Карабалтинский район Киргизской АССР) 38. Бектуров, Алдженбай — табунщик колхоза «Бердык-Ту» (Иссык-Кульский район Киргизской АССР) 39. Ишин, Василий Яковлевич — заведующий фермой колхоза «Новый мир» (Узгенский район Киргизской АССР) 40. Тулежанов, Кенжебай — коневод колхоза «Казахстан» (Кокшетаусский район Карагандинской области) 41. Абатов, Магзум — табунщик колхоза «Новый родник» (Лбищенский район Западно-Казахстанской области) 42. Сарембаев, Бахиш — табунщик колхоза «Уян» (Каменский район Западно-Казахстанской области) 43. Алдунгаров, Нургалей — конюх колхоза «Победа» (Кировский район Западно-Казахстанской области) 44. Петрушин, Михаил Дмитриевич — конюх совхоза № 21 (Ивановская область) 45. Шишкин, Александр Петрович — председатель колхоза имени Кирова (Ростовский район Ивановской области) 46. Сехин, Денис Семёнович — конюх колхоза имени Равитова (Клинцовский район Западной области) 47. Мызаев, Дюрцан — заведующий фермой колхоза «Кзыл-Ойрот» (Шебаланского аймака Ойротской АО) 48. Лобач, Иван Михайлович — конюх колхоза имени Орджоникидзе (Родинский район Западно-Сибирского края) 49. Ефремов, Василий Ильич — конюх колхоза «Путь Ленина» (Ключевский район Западно-Сибирского края) 50. Коробов, Андрей Иванович — конюх колхоза имени Сталина (Вадский район Горьковского края) 51. Голубев, Андрей Дмитриевич — конюх конезавода № 23 (Горьковский край) 52. Федотов, Иван Семёнович — конюх колхоза «Большевик» (Бутурлинский район Горьковского края) 53. Кулешов, Николай Алексеевич — бригадир 20-го Чесменского конного завода (Воронежская область) 54. Анучкин, Филипп Семёнович — конюх колхоза «Завет Ильича» (Берёзовский район Воронежской области) 55. Писклов, Сергей Ильич — конюх колхоза «Красный луч» (Мучкапский район Воронежской области) 56. Самохвалов, Василий Романович — председатель колхоза «Калининск» (Узденский район Белорусской ССР) 57. Гелин, Алексей Иванович — конюх колхоза имени Молотова (Копыльский район Белорусской ССР) 58. Батовкин, Никита Ермолаевич — конюх колхоза «Октябрь» (Пропойский район Белорусской ССР) 59. Сафин, Вафа Мухаметович — конюх колхоза «Каин-Куль» (Туймазинский район Башкирской АССР) 60. Муратшин, Мансур Мухаметшинович — конюх колхоза «Буляк» (Бузовьязовский район Башкирской АССР) 61. Бондарь, Иван Федосеевич — заведующий фермой колхоза «Красный Ленинец» (Орловский район Азово-Черноморского края) 62. Текуев, Сеит Бостанович — заведующий фермой колхоза «Кзыл-Бермамыт» (Мало-Карачаевский район Карачаевской АО) 63. Гедуев, Бекмурза Мелович — заведующий фермой колхоза имени Сталина (Урванский район Кабардино-Балкарской АО) 64. Алдабергенов, Тулеу — смотритель табуна конезавода № 52 (Актюбинская область) 65. Валеев, Загретдин Абдулмукминович — табунщик колхоза «Красный Октябрь» (Баймакский район Башкирской АССР) 66. Сысоев, Алексей Михайлович — конюх колхоза имени Ворошилова (Коларовский район Днепропетровской области) 67. Шаймарданов, Игамберды — табунщик конезавода № 41 (Таджикская ССР) 68. Кунтуганов, Исмаил — табунщик колхоза имени 9-го Января (Шелковский район Дагестанской АССР) 69. Пичугин, Александр Николаевич — конюх 9-го Пермского конезавода (Свердловская область) 70. Шатенов, Ахмеджан — заведующий фермой колхоза «Красноярец» (Красноярский район Сталинградского края) 71. Филин, Иван Дмитриевич — бригадир 20-го Чесменского конного завода (Воронежская область) 72. Гречка, Алексей Артёмович — конюх колхоза имени Сталина (Отрадненский район Азово-Черноморского края) 73. Салбыков, Хавтх Салбыкович — председатель колхоза имени Кирова (Приволжский улус Калмыцкой АССР) 74. Уснов, Яков Григорьевич — тренер-наездник 10-го Хреновекого конезавода (Воронежская область) 75. Хальнов, Василий Тимофеевич — старший маточник 10-го Хреновского конезавода (Воронежская область) 76. Чеботарёв, Андрей Владимирович — заведующий фермой колхоза «Заря революции» (Глубокинский район Северо-Донского округа) 77. Скылков, Флор Максимович — заведующий фермой колхоза «Знамя колхозника» (Мигулинский район Северо-Донского округа) 78. Токмачёв, Фёдор Тимофеевич — заведующий фермой колхоза имени Ларина (Тарасовский район Северо-Донского округа) 79. Коломейцев, Пётр Степанович — заведующий фермой колхоза имени XVII партсъезда (Глубокинский район Северо-Донского округа) 80. Купянский, Платон Родионович — заведующий фермой колхоза «Красный Октябрь» (Верхне-Донский район Северо-Донского округа) 81. Зеленков, Макар Васильевич — заведующий фермой колхоза «Серп и Молот» (Вёшенский район Северо-Донского округа) 82. Топилин, Михаил Матвеевич — заведующий фермой колхоза имени Шолохова (Вёшенский район Северо-Донского округа) 83. Бабкин, Михаил Титович — конюх колхоза «Путь к социализму» (Вёшенский район Северо-Донского округа) 84. Манохин, Василий Евсеевич — табунщик колхоза «Донской скакун» (Тарасовский район Северо-Донского округа) |
| Получившие свыше 165 яиц в среднем на одну курицу за 1935 год: |
| 1. Дегтярёва, Анастасия Ивановна — птичница совхоза № 25 (Азово-Черноморский край) 2. Васильев, Николай Иванович — директор Ковылкинского совхоза (Куйбышевский край) |
| Давшие свыше 30 штук крольчат на одну кроликоматку за 1935 год: |
| 1. Нуризянова, Баян Нуризяновна — крольчатница колхоза имени Тельмана (Арский район Татарской АССР) |
| Давшие свыше 120 килограмм мёда в среднем на улей за 1935 год: |
| 1. Шалагин, Василий Фёдорович — заведующий пасекой колхоза «Промокраина» (Бирилюсский район Красноярского края) 2. Артемьев, Иван Павлович — заведующий пасекой колхоза «Пчела» (Даурский район Красноярского края) |
| Сельскохозяйственные учёные и практики, двинувшие вперёд животноводческую науку: |
| 1. Гребень, Леонид Кондратьевич — профессор, руководитель научной части Института «Аскания-Нова», работающий по выведения новой высокопродуктивной породы свиней — «Украинская степная белая» и внедрения её в колхозы и совхозы 2. Гнедаш, Борис Николаевич — научный сотрудник по овцеводству Института «Аскания-Нова», работающий по выведения новой высокопродуктивной породы овец «Асканийский рамбулье» и внедрения её в колхозы и совхозы 3. Ермаков, Григорий Ефремович — учёный специалист по овцеводству Института Животноводства, успешно работающий по акклиматизации хороших иностранных пород овец 4. Левитский, Борис Григорьевич — профессор, учёный специалист Научно-Исследовательского Института Свиноводства, разработавший способ дрожжевания кормов в свиноводстве 5. Милованов, Виктор Константинович — специалист по искусственному осеменении в Институте «Аскания-Нова», разработавший технику искусственного осеменения скота, аппаратура для осеменения, техника хранения спермы 6. Цыбуля, Яков Егорович — чабан, техник по искусственному осеменении в колхозе «Свободный труд» (Арзгирский район Северо-Кавказского края), осеменивший одним бараном 3500 овцематок 7. Андреев, Евгений Леонидович — специалист по искусственному осеменению скота Азово-Черноморского Краевого Земельного Управления, подготовивший из числа зоотехников, животноводов и чабанов 100 инструкторов по искусственному осеменению 8. Григорьева, Клавдия Илларионовна — зоотехник-инструктор по искусственному осеменению овец (Новоузенский район Саратовского края), организовавший 6 пунктов искусственного осеменения 9. Перлов, Иван Иванович — колхозник, техник по искусственному осеменению в колхозе «Наш Совет» (Пришекснинский район Ленинградской области), организовавший на пункте осеменению 997 коров с оплодотворяемостью в 96,4%, осеменивший одним быком ярославской породы 331 коровы 10. Скрябин, Константин Иванович — профессор, директор Института по борьбе с болезнями животных, открывший новые лучшие методы борьбы с глистными заболеваниями 11. Петухов, Константин Фёдорович — старший зоотехник Сычовского госплемрассадника, с успехом провёдший работы по акклиматизации и внедрению в колхозы симментальской породы скота |

### 28 февраля
- О награждении пилота гражданского воздушного флота т. Шебанова Н. П.[28]

- «В связи с безаварийным налётом 1000000 километров за 17-летнюю непрерывную лётную работу, за выдающиеся заслуги на воздушных линиях гражданского воздушного флота» награждён

- Шебанов Н. П. — пилот гражданского воздушного флота.

## Март

### 10 марта
- О награждении работников Конструкторского бюро № 5[30]

- За «успешное выполнение ряда крупных работ по вооружению РККА новыми образцами боевой техники» награждены:

1. Усачёв Я. Г. — старший лаборант
2. Мирвис А. И. — инженер

- О награждении конструкторов, инженеров и рабочих, участвовавших в выполнении правительственного задания по танкостроению[32]

- За «успешное выполнение правительственного задания по танкостроению» награждены:

1. Нейман К. А. — начальник треста
2. Дюфур А. Л. — директор завода
3. Сячинтов П. Н. — конструктор завода
4. Гутнов Б. К. — директор завода

### 13 марта
- О награждении врача Изергина П. В.[33]

- За «выдающуюся 40-летнюю организаторскую лечебную деятельность, поставившею руководимый санаторий своей преданной деятельностью и неустанной заботой о больных детях на одно из первых мест в Союзе ССР среди учреждений лечебной помощи детям» награждён:

- Изергин П. В. — директор детского костнотуберкулёзного санатория Народного комиссариата Здравоохранения РСФСР имени профессора Боброва в г. Алупке

### 16 марта
- О награждении передовиков по льну и конопле[35]

- Награждены:

| Председатели, бригадиры и звеньевые колхозов, директора совхозов, продавшие государству в целом по колхозу и совхозу свыше 5,8 центнера льноволокна с гектара или свыше 7 центнеров селекционных льносемян с га или свыше 5 центнеров среднерусской пеньки с га или свыше 6,5 центнеров южной пеньки с га: |
| 1. Моляков, Василий Фёдорович — председатель колхоза «Красный Колесник» (Краснохолмский район Калининской области) 2. Мошков, Михаил Антонович — бригадир колхоза «Дружба» (Бежецкий район Калининской области) 3. Васильев, Иван Васильевич — председатель колхоза «Новая Жизнь» (Красногородский район Калининской области) 4. Соловьёв, Иван Петрович — председатель колхоза «Путь к просвещению» ((Бежецкий район Калининской области) 5. Гогин, Николай Петрович — председатель колхоза «Ясная Поляна» ((Бежецкий район Калининской области) 6. Иванов, Николай Иванович — председатель колхоза «Новая Жизнь» (Бежецкий район Калининской области) 7. Чувашев, Григорий Прокофьевич — председатель колхоза «Светоч» (Новоторжский район Калининской области) 8. Поварова, Мария Ивановна — председатель колхоза «Победа Пятилетки» (Шацкий район Московской области) 9. Бурлаков, Василий Иванович — председатель колхоза «Ударник» (Гагинский район Горьковского края) 10. Ледяйкин, Феодор Иванович — председатель колхоза имени Крупской (Кочкуровский район Мордовской АССР) 11. Зайцев, Дмитрий Васильевич — директор Нижне-Чуйского совхоза (Киргизская АССР) 12. Урываев, Алексей Семёнович — директор Чуйского треста новолубяных культур                                                |
| Директора и агрономы МТС и агрономы районных земельных отделов, колхозы которых продали государству в среднем по МТС или району свыше 3-х центнеров льноволокна с гектара: |
| 1. Кузнецов, Василий Петрович — директор 1-й Бежецкой МТС (Калининская область) 2. Романцев, Пётр Гаврилович — старший агроном Лотошинской МТС (Московская область) 3. Васильев, Дмитрий Петрович — старший агроном районного земельного отдела (Бежецкий район Калининской области) 4. Воронков, Спиридон Тихонович — директор Духовщинской МТС (Западная область) |
| Льнотеребильщицы и льнотеребильщики, убравшие за сезон широкозахватной льнотеребилкой свыше 105 га, и механики МТС, убравшие по МТС в среднем на захватную льнотеребилку свыше 65 га: |
| 1. Синицына, Валентина Ивановна — льнотеребильщица Тумановской МТС (Западная область) 2. Миронов, Николай Иванович — льнотеребильщик Тёмкинской МТС (Западная область) 3. Ильинов, Александр Андреевич — льнотеребильщик Чертолинской МТС (Калининская область) 4. Соловьёв, Афанасий Андреевич — механик Тумановской МТС (Западная область) 5. Трубицын, Пётр Никонорович — директор Куликовской МТС (Черниговская область) |
| Льнотрепальщицы, льнотрепальщики и машинисты льнообрабатывающих машин, давшие дневную выработку льноволокна — ручной обработкой свыше 65 кг, на колесе «Санталова» свыше 100 кг, на машине «Антонова» свыше 450 кг и на машине «Сергеева» свыше 700 кг: |
| 1. Захарова, Александра Васильевна — льнотрепальщица колхоза «Артель Труда» (Краснохолмский район Калининской области) 2. Липинский-Никаноров, Николай Никанорович — льнотренальщик колхоза «Красное Знамя» (Болотовский район Ленинградской области) 3. Юферева, Евдокия Осиповна — льнотрепальщица колхоза «Якорь» (Шабалинский район Кировского края) 4. Малова, Анна Андреевна — заведующая мяльно-трепальным пунктом колхоза имени Кирова (Лежский район Северного края) 5. Арташёва, Евгения Александровна — льнотрепальщица колхоза «Борьба» (Чебсарский район Северного края) 6. Рожков, Сергей Иванович — машинист на машине «Антонова» колхоза «Червонные Яромковичи» (Оршанский район Белорусской ССP) 7. Одегов, Сергей Петрович — машинист на машине «Антонова» колхоза имени Жданова (Шабалинский район Кировского края) 8. Егоров, Ефрем Егорович — машинист на машине «Сергеева» колхоза «Знамя Труда» (Новоторжский район Калининской области) |
| Сельско-хозяйственных учёных и практиков, двинувших вперёд сельскохозяйственную науку по льну и конопле, давшие колхозам и совхозам новые высокоурожайные и устойчивые сорта льна и конопли и впервые сконструировавшие льноуборочные и льнообрабатывающие машины тракторной тяги, облегчившие крестьянский труд на уборке и переработке льна: |
| 1. Матвеев, Николай Дмитриевич — доктор сельскохозяйственных наук, заведующего сектором селекции и семеноводства Всесоюзного Научно-Исследовательского Института Льна, создавший новые высокоурожайные, устойчивые против ржавчины сорта льна 2. Гришко, Николай Николаевич — доктор сельскохозяйственных наук, научного сотрудника селекционера Всесоюзного Научно-Исследовательского Института Конопли, создавший новый сорт конопли с одновременным созреванием матерки и поскони 3. Барышев, Степан Никитович — колхозник-опытник колхоза «Заря Коммунизма» (Спасский район Горьковского края), создавший новый морозоустойчивый сорт льна 4. Сиваченко, Михаил Степанович — академик, научного руководителя сектора механизации Всесоюзного Научно-Исследовательского Института Льна, изобретатель широкозахватной льнотеребилки 5. Тихонов, Иван Тихонович — старший научный сотрудник-технолог Всесоюзного Научно-Исследовательского Института Льна, реконструировавший швингтурбину для льнообрабатывающих заводов, в результате чего выход длинного льноволокна увеличился на 60 % 6. Сивцов, Анатолий Николаевич — профессор, заведующий сектором технологии Всесоюзного Научно-Исследовательского Института Льна, вырастивший кадры изобретателей и конструкторов льнообрабатывающих машин |

### 22 марта
- О награждении передовых рабочих и работниц, колхозников и колхозниц, инженеров и  агрономов, представителей трудовой интеллигенции, партийно-советских работников ССР Грузии, командиров и красноармейцев воинских частей ССР Грузии.

- «В связи с 15-летней годовщиной Социалистической Советской Республики Грузии» награждены:

1. Чичинадзе, Давид Алексеевич — кузнец Тифлисского ремонтного завода
2. Самхарадзе, Василий Владимирович — забойщик Чиатурскего марганцевого рудника имени Сталина
3. Гоголидзе-Девадзе, Елена Михайловна — председатель колхоза «Ганатлеба» Хашурокого района
4. Барбакадзе, Платон Нариманович — председатель колхоза имени Тельмана Лагодехского района
5. Шенгелия, Люба Максимовна — колхозница колхоза имени Берия Зугдидского района.
6. Беридзе, Варлаам Григорьевич — начальник субтропического управления Наркомзема ССР Грузии
7. Кухалейшвили, Северьян Илларионович — директор треста виноградноплодовых совхозов Наркомзема ССР Грузии.
8. Цомая, Александр Павлович — директор гераниевого совхоза «III Интернационал»
9. Табидзе, Галактион Васильевич — народный поэт ССР Грузии
10. Кекелия, Амберкий Михайлович — заведующий сельскохозяйственным отделом Центрального Комитета КП(б) Грузии
11. Арутюнов, Григорий Артемьевич — секретарь Тифлисского Комитета КП(б) Грузии.
12. Агрба, Алексей Сергеевич — секретарь Абхазского обкома КП(б) Грузии
13. Джикия, Владимир Гаврилович — бывший начальник Рионгэса
14. Левандовский, Михаил Карлович — командующий Закавказским военным округом

### 23 марта
- О награждении Украинского Государственного Киевского театра оперы и балета[38]

- За «выдающиеся успехи в деле развития украинский театральной культуры, народных песен и танцев» награждён:

- Украинский Государственный Киевский театр оперы и балета

## Апрель

### 3 апреля
- О награждении работников строительства и промышленности строительных материалов[40]

- За «хорошее руководство строительством, перевыполнение плана строительных работ и производства строительных материалов и за высокую стахановскую производительность труда рабочих-строителей» награждены руководители и рабочие-стахановцы строительства и производства строительных материалов:

1. Кац А. В. — начальник и главный инженер Электростроя (Московская область)
2. Бурин А. И. — арматурщик строительства Горьковского автозавода
3. Израилович Е. И. — руководитель строительства в Кайсери (Турция)
4. Скубенко Н. К.  — плотник-бригадир Челябинского Станкостроя
5. Борисенко Н. Е. — управляющий трестом «Заводстрой» НКТП
6. Орлов П. С. — бригадир каменщиков треста «Мосжилстрой»
7. Зиновьев В. Я. — управляющий трестом «Индустрой» (Украина)
8. Каттель И. А. — начальник строительства Челябстанкостроя
9. Яблонская Л. В. — начальник Доменстроя Азовстали
10. Емельянов А. Г. — начальник Главстроя НКПищепрома
11. Андерсон П. К. — начальник работ на строительстве парашютного завода
12. Оншин И. С. — начальник работ на строительстве Соломбальского сульфатцеллюлозного завода
13. Кирилкин И. Т. — директор Краматорского машиностроительного завода
14. Иманишвили А. И. — директор Коренёвского силикатного завода (Московская область)
15. Левензон Ф. Я. — начальник Военно-Строительного Управления НКО
16. Лурье А. Я. — начальник инженерно-строительного отдела НКВД

### 4 апреля
- О награждении работников железнодорожного транспорта[42]

- За «перевыполнение государственного плана железнодорожных перевозок 1935 года и 1 квартала 1936 года, за достигнутые успехи в деле лучшего использования технических средств железнодорожного транспорта и его предприятий » награждены руководители, политработники, рабочие и работницы — стахановцы железнодорожного транспорта — по 31 железным дорогам, Московскому метрополитену, железнодорожному строительству, заводам и предприятиям НКПС:

1. Акимов, Орест Афанасьевич — заместитель начальника Сталинской железной дороги
2. Алиев, Касим — главный кондуктор Самаркандского резерва Средне-Азиатской железной дороги
3. Аллилуев, Алексей Степанович — начальник треста «Востсибтрансуголь»
4. Амосов, Алексей Мефодиевич — бывший начальник Северной дороги, ныне начальник Московско-Курской железной дороги
5. Андрианов, Николай Иванович — слесарь-автоматчик вагонного участка Нижне-Днепровск-узел Сталинской железной дороги
6. Андриюк, Анна Яковлевна — главный кондуктор Лихоборского резерва Окружной железной дороги
7. Артюшин, Михаил Васильевич — диспетчер Чусовского отделения службы эксплуатации железной дороги имени Л. М. Кагановича
8. Асташин, Константин Никитич — машинист паровозного депо Лихоборы Окружной железной дороги
9. Базулин, Василий Иванович — начальник Центрального треста Машиностроения
10. Балбачан, Яков Иванович — инженер, начальник шахты № 3/С Артёмовского рудника
11. Бакулин, Алексей Венедиктович — начальник политотдела Московско-Казанской железной дороги
12. Баранов, Иван Васильевич — машинист пассажирских поездов паровозного депо Брянск—I Западной железной дороги
13. Бахтиаров, Николай Петрович — кузнец Вологодского паровозо-вагоноремонтного завода
14. Бегбутов, Хандар оглы — машинист паровозного депо Кировабад Закавказской железной дороги
15. Билин, Павел Борисович — бывший начальник Сталинской железной дороги, ныне начальник Центрального управления эксплуатации НКПС
16. Бобриков, Василий Николаевич — заместитель начальник Метрополитена имени Л. М. Кагановича
17. Бобрышев, Дмитрий Тихонович — начальник политотдела Дальневосточной железной дороги, бывший заместитель начполитотдела Рязано-Уральской железной дороги
18. Богданов, Андрей Моисеевич — машинист паровозного депо Кашира Московско-Курской железной дороги
19. Богданов, Николай Ефремович — машинист паровозного депо Тамбов Рязано-Уральской железной дороги
20. Бородавченко, Афанасий Максимович — машинист паровозного депо Курск Московско-Курской железной дороги
21. Бойкачев, Леонтий Фатеевич — машинист паровозного депо Жлобин Западной железной дороги
22. Блохин, Николай Ефремович — машинист паровозного депо Балашов Рязано-Уральской железной дороги
23. Бубликов, Макар Иванович — машинист паровозного депо Нижне-Днепровск-узел Сталинской железной дороги
24. Буйвит, Борис Николаевич — машинист паровозного депо Слюдянка Восточно-Сибирской железной дороги
25. Ваньян, Андрей Львович — бывший начальник политотдела Донецкой железной дороги, ныне начальник Томской железной дороги
26. Веретенников, Василий Фёдорович — диспетчер станции Попасная Донецкой железной дороги
27. Винокуров, Василий Васильевич — бывший начальник политотдела Северной железной дороги, ныне начальник Северной железной дороги
28. Волков, Григорий Андрианович — парторг депо Шимановская Уссурийской железной дороги
29. Волович, Николай Андрианович — начальник службы пути Азово-Черноморской железной дороги
30. Воронцов, Константин Евлампович — слесарь-автоматчик Новосибирского вагонного участка Томской железной дороги
31. Воропаев, Фёдор Григорьевич — бывший начальник политотдела Московско-Белорусско-Балтийской железной дороги, ныне председатель ЦК профсоюза железнодорожников дорог центра
32. Воротынцев, Фёдор Тимофеевич — начальник технического отдела Центрального управления пути.
33. Вяргизов, Василий Петрович — слесарь Читинского паровозоремонтного завода Забайкальской железной дороги
34. Гайстер, Семён Израилевич — начальник планово-экономического отдела НКПС
35. Гантман, Бенциан Натанович — начальник Центрального лесного отдела НКПС
36. Гапеев, Александр Ефремович — начальник политотдела Чусовского отделения службы эксплуатации железной дороги имени Л. М. Кагановича
37. Головин, Василий Елпидифорович — бывший начальник службы эксплуатации Азово-Черноморской железной дороги, ныне заместитель начальник Центрального управления эксплуатации НКПС
38. Громов, Николай Михайлович — машинист паровозного депо Орёл Московско-Курской железной дороги
39. Гуров, Пётр Николаевич — главный инженер Цужелдорстроя
40. Данилов, Александр Иванович — машинист паровозного депо Буй Северной железной дороги
41. Дегтярёв, Леонид Сергеевич — начальник политотдела железной дороги имени Л. М. Кагановича
42. Дронов, Георгий Севастьянович — слесарь Елецкого вагонного участка Московско-Донбасской железной дороги
43. Друскис, Франц Семёнович — начальник Забайкальской железной дороги
44. Друян, Семён Семёнович — бывший начальник политотдела строительства железнодорожной линии Пенза—Балашов—Валуйки, ныне начальник строительства Уральск—Илецк
45. Егоров, Алексей Петрович — бывший начальник политотдела Сталинской железной дороги, ныне начальник политотдела Донецкой железной дороги
46. Емцов, Василий Яковлевич — машинист паровозного депо Ташкент Средне-Азиатской железной дороги
47. Ересько, Кузьма Андреевич — машинист паровозного депо Киев-пассажирская Юго-Западной железной дороги
48. Ерофеев, Иван Николаевич — начальник завода Можерез
49. Ерохин, Алексей Сергеевич — начальник паровозного депо Иркутск—II Восточно-Сибирской железной дороги
50. Жуков, Григорий Ильич — машинист паровозного депо Грозный Северо-Кавказской железной дороги
51. Жуков, Константин Николаевич — начальник Западной железной дороги
52. Зайцев, Василий Ефимович — начальник политотдела строительного корпуса
53. Зарембо, Пётр Петрович — начальник строительства железнодорожной линии Пенза—Балашов—Валуйки
54. Зинович, Николай Григорьевич — машинист паровозного депо Витебск Московско-Белорусско-Балтийской железной дороги
55. Зимин, Николай Николаевич — заместитель Народного Комиссара Путей Сообщения, начальник Политуправления НКПС
56. Зозуля, Сергей Анисимович — бывший бригадир комплексной бригады паровозного депо Лиман Север, ныне начальник паровозного депо Славянск Донецкой железной дороги
57. Зорин, Алексей Михайлович — начальник Юго-Западной железной дороги
58. Иванов, Николай Иванович — начальник паровозного депо Ленинград—Сортировочная—Витебск Октябрьской железной дороги
59. Иванов, Сергей Михайлович — начальник строительства Улан-Удэнского завода
60. Иванов, Константин Константинович — машинист паровозного депо Юдино Московско-Казанской железной дороги
61. Иванов, Михаил Григорьевич — машинист паровозного депо Старый Оскол Московско-Донбасской железной дороги
62. Индюков, Дмитрий Петрович — бригадир Попаснянской дистанции пути Донецкой железной дороги
63. Иншаков, Тихон Семёнович — токарь завода Можерез
64. Иовлев, Леонид Андреевич — машинист паровозного депо Омск Омской железной дороги
65. Ишков, Илья Иванович — машинист паровозного депо Новосибирск Томской железной дороги
66. Капалет, Александр Фёдорович — машинист паровозного депо Чита Забайкальской железной дороги
67. Каменский, Геннадий Иванович — начальник политотдела Метрополитена имени Л. М. Кагановича
68. Карасёв, Василий Николаевич — машинист паровозного депо Иловайское Донецкой железной дороги
69. Карбелашвили, Бардзим Васильевич — машинист Метрополитена имени Л. М. Кагановича
70. Карпенко, Пётр Иванович — начальник Центрального управления пути НКПС, бывший начальник Московско-Курской железной дороги
71. Карташёв, Николай Иванович — профессор Томского института инженеров железнодорожного транспорта
72. Кикнадзе, Григорий Семёнович — начальник Тифлисского отделения службы эксплуатации Закавказской железной дороги
73. Кинжалов, Фёдор Николаевич — начальник политотдела Сталинской железной дороги, бывший заведующий Промышленно-Транспортным отделом Днепропетровского обкома КП(б)У
74. Кириллов, Василий Ильич — начальник политотдела Оршанского отделения службы эксплуатации Московско-Белорусско-Балтийской железной дороги
75. Колосницын, Дмитрий Иванович — бывший путевой обходчик, ныне ревизор службы пути Томской железной дороги
76. Кондренко, Павел Иванович — начальник Дебальцевского отделения паровозного хозяйства Донецкой железной дороги
77. Костаньян, Гайказ Аркадьевич — начальник политотдела Московско-Курской железной дороги
78. Котин, Иван Никанорович — начальник треста «Дальтрансуголь»
79. Кронгауз, Виктор Леонардович — начальник Нижне-Днепровского вагоноремонтного завода
80. Крохмаль, Алексей Пахомович — бывший начальник политотдела Забайкальской железной дороги, ныне начальник Восточно-Сибирской железной дороги
81. Крыжановский, Николай Клементьевич — начальник Ясиноватского отделения службы эксплуатации Сталинской железной дороги
82. Кузьмин, Иван Иванович — начальник Ковровского завода
83. Кустарников, Алексей Фёдорович — машинист паровозного депо Муром Московско-Казанской железной дороги
84. Кучмин, Иван Фёдорович — начальник Московско-Казанской железной дороги
85. Лазарев, Иван Яковлевич — бывший начальник паровозной службы дороги имени Л. М. Кагановича, ныне начальник технического отдела Центрального управления паровозного хозяйства НКПС
86. Лазаренко, Владимир Петрович — машинист паровозного депо Улан-Удэ Забайкальской железной дороги
87. Лацис, Ян Янович — командир строительного корпуса
88. Лебеденко, Михаил Семёнович — машинист паровозного депо Глубокая Юго-Восточной железной дороги
89. Левин, Самуил Николаевич — инженер, начальник отдела электрификации Закавказской железной дороги
90. Левченко, Александр Иванович — смазчик депо Лозовая Южной железной дороги
91. Левченко, Николай Иванович — начальник Донецкой железной дороги
92. Лемберг, Лев Владимирович — начальник Уссурийской железной дороги
93. Ледник, Иван Фёдорович — начальник Кировской железной дороги
94. Лыщенко, Семён Евтихиевич — машинист паровозного депо Одесса Юго-Западной железной дороги
95. Любаков, Пётр Деомидович — начальник строительного отдела Октябрьской железной дороги
96. Лянге, Адольф Адольфович — машинист депо Карталы Южно-Уральской железной дороги
97. Маевский, Иван Николаевич — начальник Северо-Кавказской железной дороги
98. Магдин, Николай Александрович — бывший начальник паровозной службы Октябрьской железной дороги, ныне начальник паровозной службы Томской железной дороги
99. Макаров, Валентин Константинович — машинист паровозного депо Сковородино Уссурийской железной дороги
100. Мамендос, Лев Арсентьевич — начальник Центрального управления сигнализации и связи НКПС
101. Марченко, Гавриил Гавриилович — начальник Кавказского отделения паровозного хозяйства Азово-Черноморской железной дороги
102. Маслевский, Георгий Степанович — машинист паровозного депо Малоярославец Западной железной дороги
103. Мачаидзе, Баграт Тимофеевич — председатель дорожного комитета профсоюза железнодорожников Закавказской железной дороги
104. Милх, Лев Романович — начальник политотдела Юго-Западной железной дороги
105. Мкртчян, Пасих Григорьевич — начальник политотдела Красно-Лиманского отделения службы эксплуатации Донецкой железной дороги
106. Москвич, Артём Васильевич — кузнец и группарторг Дебальцевского вагонного участка Донецкой железной дороги
107. Моченов, Георгий Михайлович — начальник участка железнодорожной линии Постышево—Павлоград треста Днепростройпуть
108. Мошкин, Фёдор Петрович — начальник 1-го отделения паровозного хозяйства Забайкальской железной дороги
109. Наговицына, Пелагея Арефьевна — стрелочница станции Чусовая железной дороги имени Л. М. Кагановича
110. Некрытый, Николай Петрович — бывший начальник службы эксплуатации Донецкой железной дороги, ныне заместитель начальника Центрального управления эксплуатации НКПС
111. Нетунаев, Семён Ксенофонтович — машинист паровозного депо Ленинград-Сортировочная Октябрьской железной дороги
112. Нефёдов, Аким Нефёдович — начальник горки станции Брянск Западной железной дороги
113. Николаев, Корней Иванович — машинист Куйбышевского паровозного депо Самаро-Златоустовской железной дороги
114. Новичков, Федот Афиногенович — машинист паровозного депо Троицк Южно-Уральской железной дороги
115. Обухов, Михаил Тарасович — машинист паровозного депо Москва-Пассажирская Московско-Казанской железной дороги
116. Островский, Михаил Григорьевич — начальник Центрального управления вагонного хозяйства НКПС, бывший заместитель начальника Главвагонпрома
117. Ошац, Николай Александрович — машинист пассажирских поездов паровозного депо Москва Октябрьской железной дороги
118. Паверман, Владимир Львович — начальник политотдела Закавказской железной дороги
119. Паклин, Василий Павлович — машинист паровозного депо Иркутск-II Восточно-Сибирской железной дороги
120. Панагоров, Захар Васильевич — начальник Моршанского отделения паровозного хозяйства Московско-Казанской железной дороги
121. Пашинцев, Василий Илларионович — машинист паровозного депо Ново-Кузнецк Томской железной дороги
122. Перепечко, Иван Николаевич — начальник политотдела Октябрьской железной дороги
123. Петриновский, Адольф Антонович — начальник Метрополитена имени Л. М. Кагановича
124. Погасян, Торгом Михайлович — машинист паровозного депо Ленинакан Закавказской железной дороги
125. Постников, Александр Михайлович — заместитель Народного Комиссара Путей Сообщения
126. Праводелов, Степан Михайлович — машинист паровозного депо Званка Кировской железной дороги
127. Раисов, Абрам Соломонович — начальник политотдела Южной железной дороги
128. Розенцвейг, Максимилиан Арнольдович — начальник Закавказской железной дороги
129. Рохваргер, Матвей Иосифович — заместитель начальника Метрополитена имени Л. М. Кагановича
130. Рудый, Юлий Викентьевич — председатель Научно-Технического совета НКПС
131. Русанов, Георгий Александрович — начальник Московско-Белорусско-Балтийской железной дороги
132. Рутенбург, Аркадий Михайлович — бывший начальник политотдела Уссурийской железной дороги, ныне начальник Амурской железной дороги
133. Самолётов, Василий Иванович — бригадир комплексной бригады паровозного депо Вологда Северной железной дороги
134. Самохвалов, Валентин, Александрович — инженер, начальник электродепо Чусовая железной дороги имени Л. М. Кагановича
135. Сарапов, Михаил Васильевич — начальник паровозной службы Донецкой железной дороги
136. Сафонов, Григорий Александрович — начальник Нижнеднепровского паровозного депо Сталинской железной дороги
137. Сафронов, Александр Васильевич — машинист паровозного депо Лиски Юго-Восточной железной дороги
138. Седов, Александр Михайлович — машинист паровозного депо Верещагино железной дороги имени Л. М. Кагановича
139. Седунов, Алексей Алексеевич — токарь Октябрьского вагоноремонтного завода им. Л. М. Кагановича, профорг цеха
140. Сергеев, Николай Яковлевич — бывший главный инженер путевой машинной станции Северной железной дороги
141. Сердюченко, Георгий Яковлевич — бывший парторг паровозного депо Минеральные Воды, ныне начальник политотдела Грозненского отделения службы эксплуатации Северо-Кавказской железной дороги
142. Синёв, Григорий Абрамович — начальник Октябрьской железной дороги
143. Соловцев, Пётр Иванович — машинист паровозного депо Кавказская Азово-Черноморской железной дороги
144. Спивоковский, Аркадий Леонидович — редактор газеты «Гудок»
145. Стеклов, Михаил Николаевич — председатель дорожного комитета профсоюза работников железнодорожного транспорта Октябрьской железной дороги
146. Сущенко, Леонид Григорьевич — начальник Няндомского отделения службы эксплуатации Северной железной дороги
147. Сущенко, Федот Васильевич — начальник Днепропетровского отделения паровозного хозяйства Сталинской железной дороги
148. Теумин, Яков Абрамович — начальник Центрального финансового отдела НКПС
149. Томлёнов, Василий Дмитриевич — бывший начальник паровозной службы Северо-Кавказской железной дороги, ныне главный инженер Центрального управления паровозного хозяйства НКПС
150. Торопчёнов, Сергей Николаевич — начальник отдела центральных дорог управления паровозного хозяйства НКПС
151. Трестер, Фёдор Фёдорович — начальник Сталинской железной дороги
152. Троицкая, Зинаида Петровна — машинист паровозного депо Москва-пассажирская Московско-Казанской железной дороги
153. Трофимов, Иван Осипович — изобретатель, старший научный сотрудник Научно-Исследовательского института железнодорожного транспорта
154. Убий-Волк, Даниил Даниилович — инженер, начальник Долгинцевского паровозного отделения Сталинской железной дороги
155. Уполхожаев, Саргаз — главный кондуктор станции Кзыл-Орда Оренбургской железной дороги
156. Устинов, Александр Иванович — машинист паровозного депо Дно Октябрьской железной дороги
157. Федиченко, Никандр Михайлович — начальник Днепропетровского института инженеров железнодорожного транспорта имени Л. М. Кагановича
158. Фокин, Александр Иванович — машинист паровозного депо Нижне-Днепровск-узел Сталинской железной дороги
159. Фокин, Фёдор Павлович — машинист паровозного депо Ильича Московско-Белорусско-Балтийской железной дороги
160. Холопов, Андриан Тимофеевич — начальник службы эксплуатации Уссурийской железной дороги
161. Циклаури, Андрей Васильевич — машинист паровозного депо Тифлис Закавказской железной дороги
162. Чаплин, Николай Павлович — начальник политотдела Кировской железной дороги
163. Чмиль, Андрей Фёдорович — составитель поездов станции Киев 1-я товарная Юго-Западной железной дороги
164. Шакурский, Константин Дмитриевич — слесарь-автоматчик Свердловского вагонного участка железной дороги имени Л. М. Кагановича
165. Шалимо, Павел Николаевич — председатель дорожного комитета профсоюза железнодорожников Донецкой железной дороги
166. Шишкин, Александр Семёнович — машинист паровозного депо Акмолинск Омской железной дороги
167. Шпекторов, Григорий Михайлович — начальник политотдела Забайкальской железной дороги
168. Шушков, Пётр Сергеевич — начальник Южной железной дороги
169. Ягудин, Резван Закирович — машинист-экскаваторщик строительства железнодорожной линии Пенза—Балашов—Валуйки
170. Яцын, Иосиф Михайлович — машинист паровозного депо Полтава Южной железной дороги

### 27 апреля
- О награждении 6-й Узбекской горно-кавалерийской дивизии[44]

- «В связи с пятнадцатилетием существования, за боевые подвиги в борьбе с басмачеством и за успехи в боевой и политической подготовке» награждена:

- 6-я Узбекская горно-кавалерийская дивизия.

## Май

### 14 мая
- О награждении директора и конструкторов Ново-Сормовского завода[46]

- Награждены:

1. Радкевич Л. А. — директор Ново-Сормовского завода
2. Грабин В. Г. — главный конструктор завода
3. Костин П. И. — помощник главного конструктора завода.

### 25 мая
- О награждении лётчиков военно-воздушных сил РККА[48]

- За «выдающиеся личные успехи по овладению боевой авиационной техникой и умелое руководство боевой и политической подготовкой военно-воздушных сил РККА» награждены:

1. Абрамычев С. И. — майор
2. Аистов С. М. — лейтенант
3. Аминтаев Н. А. — старший лейтенант
4. Андреев И. М. — лейтенант
5. Андреев А. Д. — старший лейтенант
6. Анисимов П. Н. — лётчик
7. Антонов Н. Д. — лейтенант (2-й орден ▶)
8. Артамонов Н. Д. — лейтенант
9. Артемьев П. Г. — лейтенант
10. Астахов Ф. А. — комдив (2-й орден ▶)
11. Абрамов П. К. — лётчик
12. Алфёров Б. И. — лётчик-наблюдатель
13. Бабенко Б. А. — старший лейтенант
14. Бабкин И. П. — майор
15. Бажанов Н. Н. — комбриг
16. Базенков Б. И. — комбриг
17. Барабанов С. А. — старший лейтенант
18. Берёзкин М. Ф. — корпусной комиссар
19. Беспалов В. В. — старший лейтенант
20. Большаков И. А. — лейтенант
21. Брун А. Б. — воентехник 1 ранга
22. Бухановский И. С. — старший лейтенант
23. Бухгольц Н. Н. — профессор механики
24. Бергстрем В. К. — комдив
25. Борман А. В. — майор
26. Вальков А. Г. — майор
27. Вилин И. П. — майор
28. Воронин А. В. — лейтенант
29. Головков М. С. — дивизионный комиссар
30. Головня М. М.  — майор
31. Горбатко А. Я. — капитан
32. Горохов П. Н. — капитан
33. Горшков С. С. — военинженер 3 ранга
34. Грачёв В. Г. — капитан
35. Гребнев П. Г. — полковник
36. Гринберг И. М. — корпусной комиссар
37. Губенко А. А. — старший лейтенант
38. Гусев К. М. — майор
39. Дубяго Ф. И. — майор
40. Добролеж А. Г. — комбриг
41. Житов А. А. — комбриг
42. Журавлёв И. П. — капитан (2-й орден ▶)
43. Златоцветов А. Е. — полковник
44. Иванов В. И. — комбриг
45. Ингаунис Ф. А. — комкор
46. Казаринова Т. А. — лётчица
47. Каминский Н. М. — старший лейтенант
48. Клубов И. К. — воентехник 2 ранга
49. Козуля В. Д. — старший лейтенант
50. Коккинаки В. К. — лётчик (2-й орден ▶)
51. Комлев К. П. — майор
52. Короватский А. З. — майор
53. Котельников М. В. — майор
54. Котов П. А. — полковник
55. Крайнев С. И. — лейтенант
56. Крижаповский К. К. — воентехник 1 ранга
57. Крюков Б. Г. — лейтенант
58. Кудрявцев М. И. — капитан
59. Кужелев С. П. — старший лейтенант
60. Кузнецов А. С. — лейтенант
61. Курдюмов В. М. — старший лейтенант
62. Кузнецов A. A. — лётчик
63. Лавров В. К. — комкор
64. Лапин А. Я. — комкор
65. Лёвин А. А. — комбриг
66. Лисицын В. В. — старший лейтенант
67. Литвинов В. Я. — старший лейтенант
68. Логинов И. В. — майор
69. Лопатин В. Н. — комдив
70. Лукашёв В. А. — старший лейтенант
71. Лукин А. М. — капитан
72. Лавров М. В. — дивизионный комиссар
73. Лавров М. Е. — старший лейтенант
74. Манн И. Г. — майор
75. Моисеев П. Е. — полковник
76. Миронов А. М. — комбриг
77. Никитин Н. В. — майор
78. Никифоров Л. И. — комдив
79. Осипов А. М. — майор
80. Пагольский Н. Н. — бригадный комиссар
81. Панин И. В. — комдив
82. Пестов С. А. — капитан
83. Поваляев А. И. — старший лейтенант
84. Померанцев З. М. — комдив
85. Попов Д. Д. — майор
86. Преман Э. Ю. — старший лейтенант
87. Пузанов Ф. Л. — лётчик
88. Пышнов В. С. — военинженер 1 ранга
89. Пушкин П. И. — лейтенант
90. Руденко С. И. — полковник
91. Рычагов П. В. — старший лейтенант (2-й орден)
92. Рухле И. Н. — майор
93. Рожков И. В. — полковник
94. Сидоренко В. Д. — старший лейтенант
95. Синяков С. П. — комбриг
96. Смирнов К. Н. — полковник
97. Соколов А. Н. — комбриг
98. Степанов А. А. — полковник
99. Степанович П. Г. — капитан
100. Стрелков А. В. — капитан
101. Супрун С. П. — старший лейтенант (2 орден ▶)
102. Сухомлин И. М. — старший лейтенант
103. Созинов В. Д. — капитан
104. Сотников И. М. — капитан
105. Сучков П. И. — капитан
106. Тимофеев В. А. — полковник
107. Титов В. С. — бригадный комиссар
108. Толоков Н. И. — майор
109. Туржанский А. А. — комдив (второй орден)
110. Федин М. И. — лейтенант
111. Фёдоров И. Л. — капитан
112. Фёдоров П. А. — майор
113. Харахонов В. И. — старший лейтенант
114. Хлястач Б. Н. — старший лейтенант
115. Чернобровкин С. А. — комдив
116. Чёрный Г. С. — бригадный комиссар
117. Шахт Э. Г. — майор (2-й орден)
118. Шевченко В. В. — старший лейтенант
119. Яковенко А. С. — воентехник 1 ранга

## Июль

### 11 июля
- О награждении мастера Союза ССР по парашютному делу т. Фотеева А. М.[50]

- За «выдающиеся заслуги в деле развития парашютизма в Союзе ССР, смелость, отвагу и мужество » награждён:

- Фотеев А. М. — мастер Союза ССР по парашютному делу

### 16 июля
- О награждении Народного комиссара по иностранные делам Союза ССР т. Литвинова М. М.[52]

- «В ознаменование шестидесятилетнего юбилея, за выдающиеся заслуги в борьбе за мир на посту руководителя Советской дипломатии» награждён:

- Литвинов, Максим Максимович — народный комиссар по иностранным делам Союза ССР

### 24 июля
- О награждении экипажа самолёта «АНТ-25»[54]

- За «осуществление героического беспосадочного дальнего перелёта по маршруту Москва—Северный Ледовитый океан—Камчатка—Николаевск-на-Амуре в исключительно трудных условиях Арктики и неизученных районов дальнего Севера, за проявленное при этом выдающееся мужество и мастерство» награждены:

1.  Чкалов В. П. — командир экипажа «АНТ-25» (во второй раз)
2.  Байдуков Г. Ф. — второй пилот
3.  Беляков А. В. — штурман

## Август

### 1 августа
- О награждении работников пищевой промышленности[57]

- За «перевыполнение пищевой промышленностью годового государственного плана 1935 года, а также за успешно проводимую работу по улучшению качества изделий предприятиями Народного комиссариата пищевой промышленности» награждены:

### 13 августа
- О награждении т. Кагановича M. М.[59]

- За «организацию подготовки беспосадочного перелёта Москва—Северный Ледовитый океан—Земля Франца Иосифа—Мыс Челюскин—Петропавловск-на-Камчатке—Николаевск-на-Амуре, а также за серьёзные заслуги по организации авиапромышленности» награждён:

- Каганович, Михаил Моисеевич — заместитель Народного комиссара тяжёлой промышленности и начальник Главного управления авиационной промышленности.

### 15 августа
- О награждении художника Герасимова А. М.[61]

- За «выдающиеся заслуги в области изобразительного искусства и в связи с двадцатипятилетием художественной деятельности» награждён:

- художник Герасимов А. М.

### 16 августа
- О награждении командиров, политработников, инженеров, техников и военных врачей Рабоче-Крестьянской Красной Армии[54]

- За «выдающиеся успехи в боевой, политической и технической подготовке соединений, частей и подразделений Рабоче-Крестьянской Красной Армии» награждены:

1. комкор Калмыков М. В.
2. комкор Петин Н. Н.
3. комдив Василевич И. И.
4. комдив Васильев Ф. В.
5. комдив Головкин В. Г.
6. комдив Козлов Д. Т. (2-й орден ▶)
7. комдив Королёв Д. К.
8. комдив Подлас К. П.
9. комдив Рокоссовский К. К.
10. комдив Рохи В. Ю.
11. комдив Смирнов А. К.
12. дивизионный комиссар Дракохруст А. Г.
13. дивизионный комиссар Жуков И. А.
14. дивизионный комиссар Свинкин П. А.
15. дивизионный комиссар Третьяков А. Я.
16. дивинженер Бандин А. П.
17. комбриг Жуков Г. К.
18. комбриг Куницкий И. Ф.
19. комбриг Павлов Д. Г.
20. комбриг Романовский П. Г.
21. комбриг Тылтынь Я. М.
22. комбриг Шипов В. Ф.
23. полковник Анисимов Н. П. (2-й орден ▶)
24. полковник Базилевич С. Е.
25. полковник Бахвалов Ф. И.
26. полковник Буковский М. А.
27. полковник Васильев И. Д.
28. полковник Веденеев Н. Д.
29. полковник Гапочко Г. Ф.
30. полковник Гримзин И. В.
31. полковник Довгаль Д. Д.
32. полковник Ипатов Н. М.
33. полковник Лизюков А. И.
34. полковник Логинов Н. Л.
35. полковник Николаев Н. Ф.
36. полковник Новосёлов М. З.
37. полковник Пакалн А. П.
38. полковник Панин Р. И.
39. полковник Рогов И. И.
40. полковник Стольник В. П.
41. полковник Фаркаш Ю. Ф.
42. полковник Фекленко Н. В.
43. полковник Хлебников Н. М.
44. военинженер 1-го ранга Белов Ф. И.
45. военинженер 1-го ранга Козлов Ф. Я.
46. майор Агапов С. К.
47. майор Акимов Н. П.
48. майор Арсеньев Н. В.
49. майор Величко С. С.
50. майор Войнов А. В.
51. майор Гладких Я. Е.
52. майор Голединец Е. М.
53. майор Егорычев П. В.
54. майор Задорин К. А.
55. майор Иванов В. А.
56. майор Ильянцев Н. А.
57. майор Кох Г. М.
58. майор Крейзер Я. Г.
59. майор Левашёв А. Ф.
60. майор Нагорный М. А.
61. майор Никифоров Н. С.
62. майор Рабинович М. В.
63. майор Ремизов Ф. Т.
64. майор Труба А. К.
65. майор Шемрук Н. Г.
66. капитан Абрампольский Г. М.
67. капитан Бабенко А. А.
68. капитан Баранов В. М.
69. капитан Буглеев Ф. В.
70. капитан Джахуа К. К.
71. капитан Егоров В. К.
72. капитан Жданов А. С.
73. капитан Калашников И. П.
74. капитан Калинин И. А.
75. капитан Клюев И. А.
76. капитан Лементович В. М.
77. капитан Лисовский С. И.
78. капитан Морозов В. Ф.
79. капитан Мухин С. Е.
80. капитан Нескубо И. Н.
81. капитан Нехайчик К. А.
82. капитан Пучев К. В.
83. капитан Ткачёв А. Н.
84. капитан Усаров Н. Е.
85. старший лейтенант Борисов А. Г.
86. старший лейтенант Гулинский А. А.
87. старший лейтенант Жуков A. Г.
88. старший лейтенант Калинин И. П.
89. старший лейтенант Кольцов В. Г.
90. старший лейтенант Корбут П. Ю.
91. старший лейтенант Котов В. Д.
92. старший лейтенант Кошелев В. В.
93. старший лейтенант Кощеев Б. И.
94. старший лейтенант Кузембаев X.
95. старший лейтенант Лунёв Г. Г.
96. старший лейтенант Малаховский Л. Г.
97. старший лейтенант Мозгалевский М. В.
98. старший лейтенант Немов B. К.
99. старший лейтенант Прокофьев В. Н.
100. старший лейтенант Редькин А. А.
101. старший лейтенант Рогочий И. И.
102. политрук Ткаченко К. М.
103. лейтенант Витюгин М. А.
104. лейтенант Гапиенко И. Ф.
105. лейтенант Гордиевский И. Т.
106. лейтенант Кривошей С. Л.
107. лейтенант Лопухов И. И.
108. лейтенант Митрофанов В. В.
109. лейтенант Острицкий М. Б.
110. лейтенант Разгуляев А. В.
111. лейтенант Самылов И. М.
112. лейтенант Храптович Л. С.
113. лейтенант Шакиров Ю.
114. младший командир Гайдуков Н. В.
115. младший командир Мартыненко П. Я.
116. младший командир Полуянов Я. В.

## Сентябрь

### 5 сентября
- О награждении Грузинского Государственное драматического театра имени Ш. Руставели[64]

- За «выдающиеся успехи в деле развития грузинской театральной культуры» награждён:

- Грузинский Государственный театр имени Ш. Руставели.

### 13 сентября
- О награждении Героя Советского Союза т. Леваневского С. А. орденом Трудового Красного Знамеии и штурмана т. Левченко В. И. орденом Ленина[66]

- За «новые крупные успехи в освоении северной воздушной трассы» награждён:

- штурман Левченко, Виктор Иванович.

### 19 сентября
- О награждении экипажа гидросамолёта «СССР Н-2»[68]

- За «исключительное мастерство, проявленное при облёте в труднейших условиях впервые всей территории крайнего Севера и трассы северного морского пути от Берингова пролива до Белого моря» награждён:

- Побежимов, Григорий Трофимович — первый бортмеханик гидросамолёта.

## Октябрь

### 19 октября
- О награждении работников строительства Седанского водопровода[71]

- «В связи с окончанием строительства Седанского водопровода» награждены:

1. Мартинелли А. Я. — помощник начальника Управления НКВД по ДВК
2. Дикий П. И. — начальник Седанстроя
3. Зубрик К. М. — главный инженер Седанстроя.

## Ноябрь

### 22 ноября
- О награждении командиров и красноармейцев-пограничников

- За «доблесть и геройство, проявленные при защите государственных границ СССР» награждены:

1. Волошко З. Л — отделённый командир
2. Егоркин И. И. — красноармеец.

### 28 ноября
- О награждении тт. Буланова П. П. и др. орденами Союза ССР

- За «особые заслуги в борьбе за упрочение социалистического строя» награждён:

1. Буланов П. П..

## Декабрь

### 16 декабря
- О награждении т.т. Голуба Г. И., Палковского А. С., Борисенко И. С., Каминского Д. Ф., Алексеева П. С. и других орденами Союза ССР[75]

- За «отличное и самоотверженное выполнение задания Правительства Союза ССР по обороне страны» награждены:

1. Голуб Г. И.
2. Палковский А. С.
3. Борисенко И. С.
4. Каминский Д. Ф.
5. Алексеев П. С.
6. Мезенцев Г. А.
7. Габестро А. Г.
8. Цильке В. Э.
9. Брейнкопф А. Д.

### 28 декабря
- О награждении авиамоторного завода № 19 имени Сталина и работников этого завода[78]

- За «освоение высококачественного авиационного мотора М-25 и досрочное выполнение производственной программы 1935, 1936 годов» награждены:

- Завод № 19 имени Сталина, и его работники:

1. Побережский, Иосиф Израилевич — директор завода и начальник строительства
2. Макеев, Иван Михаилович — главный инженер завода
3. Швецов, Аркадий Дмитриевич — главный конструктор завода
4. Базылев, Николай Павлович — начальник литейного цеха

- О награждении самолётного завода № 21 имени Орджоникидзе и работников этого завода[80]

- За «выдающиеся заслуги в деле снабжения Красного Воздушного Флота скоростными истребителями и за успешное освоение новой техники» награждены:

- Завод № 21 имени Орджонкидзе, и его работники:

1. Мирошников, Евгений Иванович — директор завода
2. Куприянов, Борис Васильевич — старший инженер сборки
3. Андрюхин, Михаил Ермолаевич — мастер, выдвиженец из рабочих

### 29 декабря
- О награждении моторного завода № 26 имени В. Н. Павлова и работников этого завода[81]

- За «выдающиеся заслуги по укреплению вооружения Красной Армии и за освоение новой техники» награждены:

- Завод № 26 имени В. Н. Павлова, и его работники:

1. Королёв, Георгий Никитич — директор завода
2. Климов, Владимир Яковлевич — главный конструктор
3. Ходушин, Михаил Васильевич — главный инженер
4. Завитаев, Алексей Александрович — начальник отдела подготовки производства
5. Баландин, Василий Петрович — начальник монтажно-сборочного цеха

- О награждении  работников   авиационного   завода  № 22[83]

- За «внедрение в серийное производство сложных типов самолётов, освоение новой техники и укрепление боевой мощи Красного Воздушного Флота» награждён:

- Коломенский, Алексей Васильевич — начальник цеха № 3.

### 30 декабря
- О награждении работников авиамоторного завода № 24 имени Фрунзе[84]

- За «успешную работу по внедрению в серийное производство авиационных моторов советских конструкций» награждён:

- Колосов, Михаил Александрович — технический директор завода.

- О награждении работников моторного завода № 29[86]

- За «успешную работу по внедрению в производство мотора М-85» награждён:

- Александров, Степан Александрович — директор завода.

- О награждении главного конструктора завода № 39 имени Менжинского т. Ильюшина С. В.[87]

- За «выдающиеся заслуги в области конструирования самолётов» награждён:

- Ильюшин, Сергей Владимирович — главный конструктор завода № 39 имени Менжинского.

### 31 декабря
- О присвоении звания Героя Советского Союза лётчикам и танкистам Рабоче-Крестьянской Красной Армии[88]

- За «образцовое выполнение специальных и труднейших заданий Правительства по укреплению оборонной мощи Советского Союза и проявленный в этом деле героизм» награждены (6 посмертно: ★):

1.  полковник Туржанский, Борис Александрович – командир Н-ской авиационной бригады (первый орден)
2.  майор Шахт, Эрнст Генрихович – командир Н-ской авиационной эскадрильи (первый орден)
3.  капитан Арман, Поль Матисович – командир танкового батальона
4.  капитан Тархов, Сергей Фёдорович – командир Н-ской авиационной эскадрильи
5.  старший лейтенант Рычагов, Павел Васильевич – командир авиационного звена Н-ской эскадрильи (первый орден)
6.  старший лейтенант Бочаров, Владимир Михайлович – командир авиационного отряда Н-ской эскадрильи
7.  лейтенант Черных, Сергей Александрович – командир авиационного звена Н-ской эскадрильи
8.  пилот Горанов, Волкан Семёнович – командир Н-ской авиационной эскадрильи
9.  лейтенант Шмельков, Николай Иванович – младший лётчик Н-ского авиационного отряда
10.  лейтенант Ковтун, Карп Иванович – командир авиационного звена Н-ской эскадрильи ★
11.  Джибелли, Примо Анджелович – лётчик Н-ского отряда ★
12.  лейтенант Погодин, Дмитрий Дмитриевич – командир танковой роты
13.  лейтенант Осадчий, Семён Кузьмич – командир танкового взвода ★
14.  лейтенант Селицкий, Николай Александрович – командир танкового взвода ★
15.  младший командир Куприянов, Павел Емельянович – командир танка ★
16.  младший командир Быстров, Сергей Михайлович – механик-водитель танка ★
17.  младший командир Десницкий, Пётр Павлович – радист Н-ской авиационной эскадрильи

- О награждении т. Серебрянского Я. И.[84]

- За «особые заслуги в деле борьбы с контрреволюцией» награждён:

- Серебрянский Я. И.

- О награждении т.т. Вишневского В. В. и Дзигана Е. Л.[84]

- За «заслуги в деле развития кинематографического искусства, выразившиеся в создании кинофильма «Мы из Кронштадта»» награждены:

1. Вишневский В. В.
2. Дзиган Е. Л.